# Kalendarium inwazji Rosji na Ukrainę – styczeń 2023

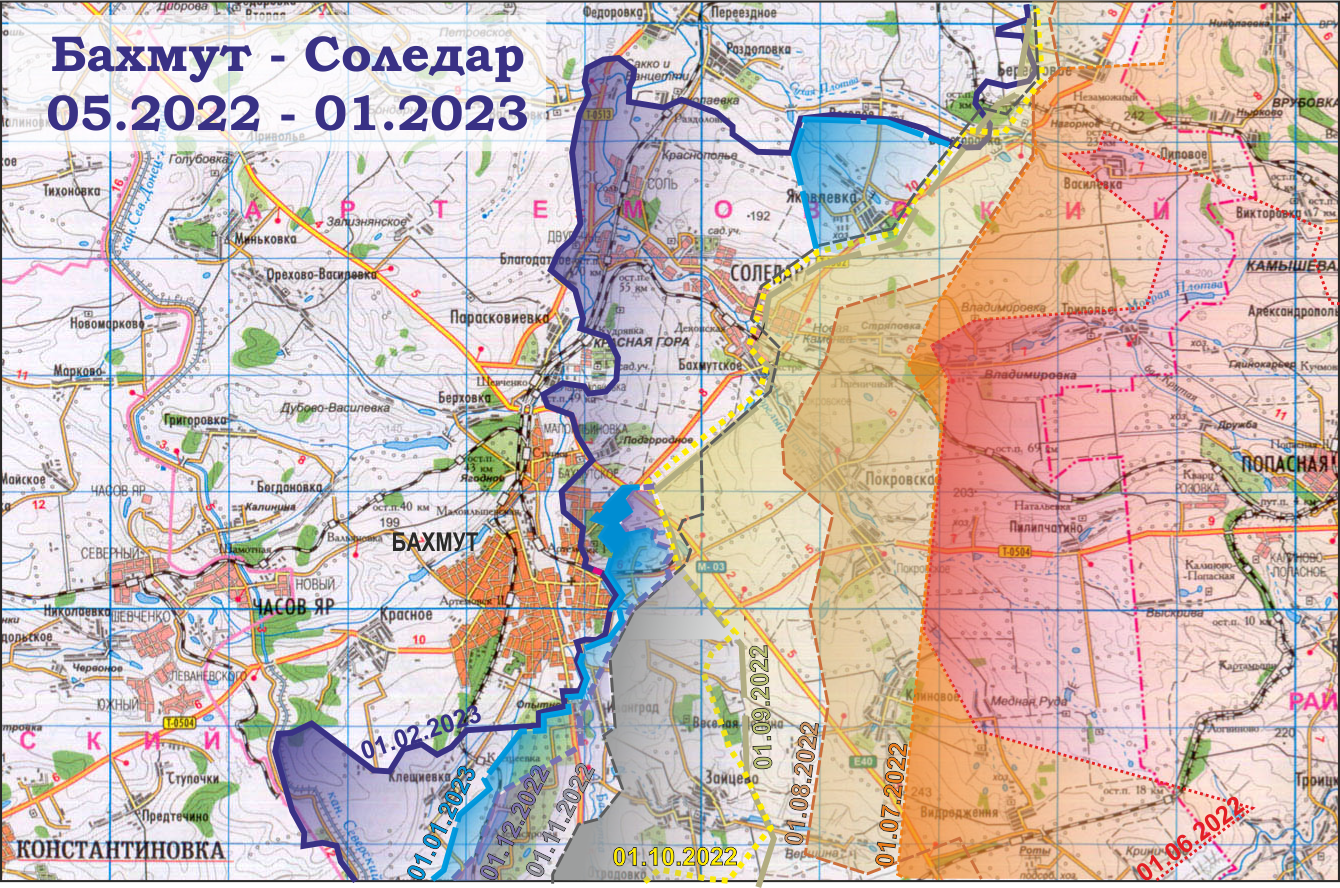
Zmiany na linii frontu pod Bachmutem w okresie maj 2022 – styczeń 2023

| 2022        | 2023        | 2024        | 2025    |
| ----------- | ----------- | ----------- | ------- |
| —           | styczeń     | styczeń     | styczeń |
| luty        | luty        | luty        |         |
| marzec      | marzec      | marzec      |         |
| kwiecień    | kwiecień    | kwiecień    |         |
| maj         | maj         | maj         |         |
| czerwiec    | czerwiec    | czerwiec    |         |
| lipiec      | lipiec      | lipiec      |         |
| sierpień    | sierpień    | sierpień    |         |
| wrzesień    | wrzesień    | wrzesień    |         |
| październik | październik | październik |         |
| listopad    | listopad    | listopad    |         |
| grudzień    | grudzień    | grudzień    |         |

## Styczeń 2023

### 1 stycznia

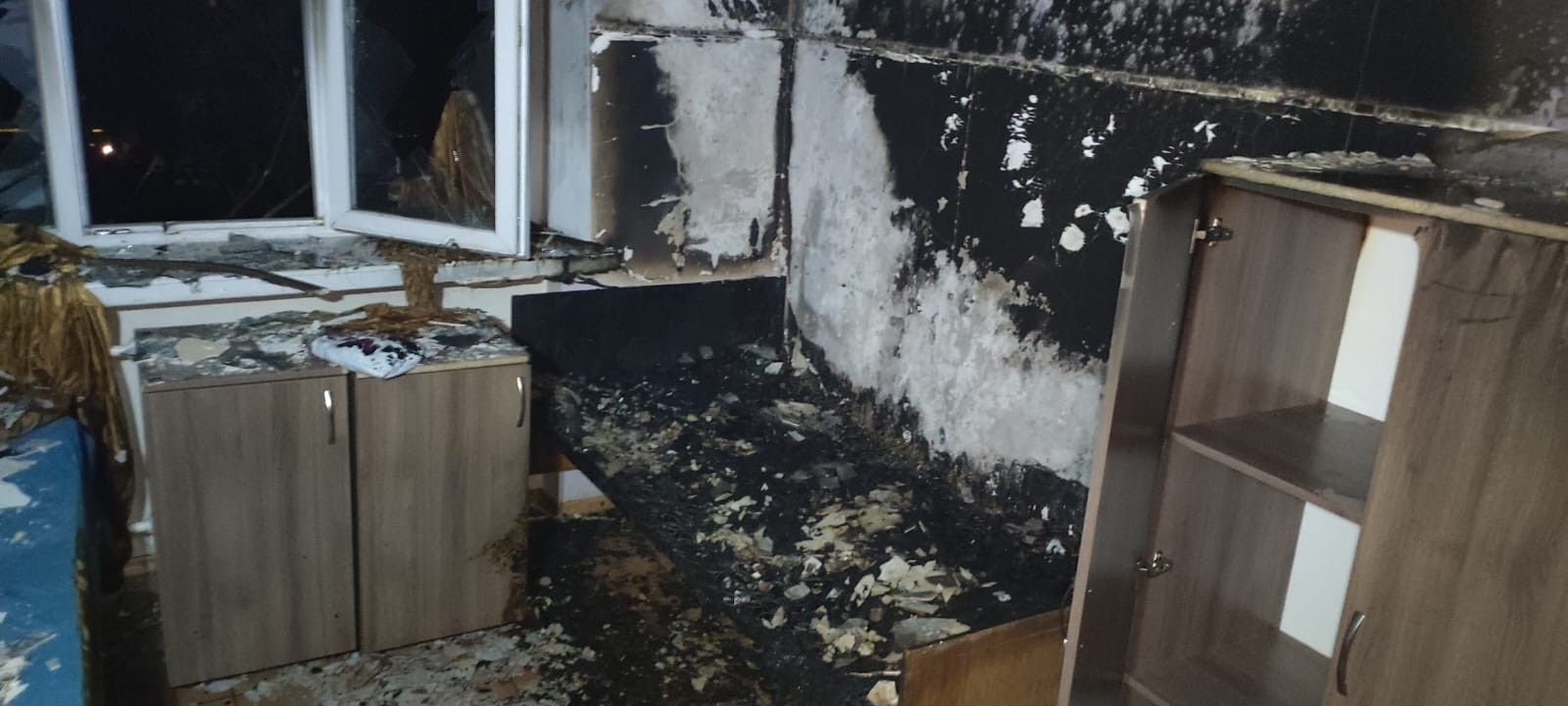
Regionalny Dziecięcy Szpital Kliniczny w Chersoniu po rosyjskim ostrzale

Sztab Generalny Ukrainy podał, że siły rosyjskie koncentrowały się na atakach na kierunku Bachmutu oraz starały się poprawić swoją pozycję taktyczną na kierunku Kupiańska, Łymanu i Awdijiwki. Armia ukraińska odparła ataki w okolicy Stelmachiwki i Biłohoriwki w obwodzie ługańskim oraz Rozdolówki, Biłohoriwki, Sołedaru, Krasnej Hory, Bachmutu, Kliszczijiwki, Opytnego i Krasnohoriwki w obwodzie donieckim. W ciągu ostatniej doby Rosjanie przeprowadzili 51 nalotów, w tym 45 za pomocą dronów Shahed 136 oraz 55 ostrzałów z systemów rakietowych, w tym na szpital dziecięcy w Chersoniu. Lotnictwo ukraińskie dokonało 13 nalotów na miejsca koncentracji Rosjan, z kolei artyleria uderzyła w pięć miejsc koncentracji. Sztab potwierdził także, że 31 grudnia 2022 roku w wyniku ostrzału miejsc koncentracji w obwodzie zaporoskim (m.in. w Połohach, Berdiańsku i Tokmaku) ponad 175 żołnierzy zostało rannych oraz zniszczono 12 jedn. sprzętu i magazyn amunicji.
O godz. 0:00 w Makiejewce w obwodzie donieckim w wyniku ataków rakietowych ukraińskiej artylerii M142 HIMARS zniszczony został budynek szkoły zawodowej nr. 19, która według źródeł ukraińskich była wykorzystywana jako koszary dla 700 żołnierzy rosyjskich oraz jako skład amunicji, która znajdowała się w szkolnej piwnicy. Według źródeł ukraińskich zginęło ok. 400 rosyjskich żołnierzy (rezerwistów), a 300 zostało rannych z 37 Brygady Strzelców Zmotoryzowanych. Rosyjskie Ministerstwo Obrony potwierdziło atak i wstępnie podało, że po wystrzeleniu sześciu rakiet zginęło łącznie 63 Rosjan; potem poinformowali o 89 ofiarach (w tym o zastępcy dowódcy, podpułkowniku Baczurinie). Według rosyjskich źródeł (m.in. TASS) duża liczba zmobilizowanych zakwaterowanych w szkole włączyła telefony komórkowe, aby napisać lub zadzwonić z życzeniami noworocznymi. Mnogość aktywnych rosyjskich kart SIM w jednym miejscu nie umknęła uwagi ukraińskiego wojska, a nieco później na budynek spadły rakiety. Eksplodowała składowana tam amunicja i pięć ton oleju napędowego, przyczyniając się do całkowitego zniszczenia budynku. Po incydencie rosyjscy blogerzy wojskowi skrytykowali własne dowództwo wojskowe za przechowywanie amunicji w bezpośrednim sąsiedztwie kwater żołnierzy. Popularny rosyjski kanał Greyzone na Telegramie nazwał doniesienia o telefonach komórkowych kłamstwem i próbą wyparcia się odpowiedzialności za to. Później CBS, powołując się na wewnętrzne informacje Departamentu Obrony USA, podał, że w Makiejewce zginęło lub zostało rannych od 200 do 500 rosyjskich rekrutów. Kilka godzin po ukraińskim ataku na Makiejewkę miał miejsce rosyjski nalot z wykorzystaniem dronów kamikadze. Siły ukraińskie stwierdziły, że obrona przeciwlotnicza zestrzeliła wszystkie 45 bezzałogowców. Według mera Kijowa w wyniku ataku jeden mężczyzna został ranny.
Brytyjskie Ministerstwo Obrony podało, że w ciągu ostatnich pięciu dni siły ukraińskie i rosyjskie prawdopodobnie walczyły o kontrolę nad strategicznie ważną trasą P66 Swatowe–Kreminna, która była ważnym szlakiem zaopatrzenia dla wojsk rosyjskich w Donbasie. W opinii Ministerstwa „gdyby armia Ukrainy zdołała przejąć kontrolę nad tym szlakiem komunikacyjnym, rosyjska obrona miasta Kreminna uległaby jeszcze większemu osłabieniu”.

### 2 stycznia
Według SG Ukrainy Rosjanie, próbując przejąć kontrolę nad obwodami donieckim i ługańskim, koncentrowali się na prowadzeniu ataków wokół Bachmutu, próbowali poprawić swoją pozycję taktyczną na kierunkach Łymanu i Awdijiwki oraz wzmacniali zgrupowanie na kierunku nowopawłowskim kosztem oddziałów przeniesionych z obwodu chersońskiego. Ukraińskie SZ odparły ataki w pobliżu Stelmachiwki, Makiejewki, Płoszczanki, Biłohoriwki w obwodzie ługańskim oraz Rozdoliwki, Sołedaru, Krasnej Hory, Podhorodnego, Bachmutu, Kliszczijiwki, Kurdiumiwki, Awdijiwki, Marjinki w obwodzie donieckim. W ciągu 24h Rosjanie przeprowadzili sześć ataków rakietowych, 52 naloty i 77 ostrzałów; wszystkie ataki rakietowe i 30 nalotów przeprowadzono na infrastrukturę cywilną. Ponadto wszystkie 27 dronów Shahed 136 zostało zestrzelonych przez obronę przeciwlotniczą. Lotnictwo Ukrainy dokonało 13 nalotów na miejsca koncentracji wojsk i pięć na stanowiska przeciwlotnicze. Artyleria zniszczyła magazyny amunicji i sprzętu oraz rosyjską stację radiolokacyjną. Sztab potwierdził również, że 31 grudnia 2022 roku w wyniku ataku na siły rosyjskie w miejscowości Czulakówka w obwodzie chersońskim ok. 500 Rosjan zginęło lub zostało rannych. Według agencji TASS siły rosyjskie zestrzeliły ukraiński dron w pobliżu miasta Woroneż.
Brytyjskie MON poinformowało, że rosyjskie ataki na Bachmut w Donbasie osiągnęły w grudniu punkt kulminacyjny, a następnie ich częstotliwość spadła. Oddziały wroga, składające się głównie z najemników Grupy Wagnera, przypuściły tam w połowie grudnia zmasowane ataki piechoty, jednak były one niewystarczająco wspierane przez inne formacje i nie odniosły sukcesu. W ciągu ostatnich 10 dni dowództwo ukraińskie wysłało znaczące posiłki w celu obrony miasta. Zdaniem Ministerstwa „rosyjskie działania ofensywne na tym odcinku były prowadzone na poziomie plutonu lub drużyny. Było mało prawdopodobne, aby w najbliższych tygodniach Rosja dokonała znaczącego przełomu w okolicach Bachmutu”. Według Institute for the Study of War (ISW) atak HIMARS na rosyjską bazę w Makiejewce wywołał znaczną krytykę rosyjskiego przywództwa wojskowego w rosyjskiej przestrzeni informacyjnej. Tymczasem Rosjanie kontynuowali nieudane próby poprawy swoich pozycji taktycznych na północny zachód od Swatowego. Ukraińskie Centrum Strategii Obronnych poinformowało, że siły rosyjskie w dalszym ciągu rozmieszczały personel na linii Charków–Siewiersk, z kolei ukraińscy urzędnicy podali, że siły rosyjskie przemieszczały się wzdłuż osi wschodniej, jednocześnie walcząc o utrzymanie tempa ostrzału artyleryjskiego. Rosjanie podjęli także ograniczone ataki w obwodzie zaporoskim i kontynuowali wysiłki na rzecz wzmocnienia linii obronnych.
Ośrodek Studiów Wschodnich (OSW) poinformował, że Rosjanie zaatakowali pozycje ukraińskie wzdłuż linii kolejowej Bachmut–Siewiersk, jednocześnie oskrzydlając Sołedar, będący głównym punktem oporu Ukraińców na północny wschód od Bachmutu. Trwały walki we wschodniej części miasta oraz na jego północno-wschodnich i południowych obrzeżach, na zachód od Gorłówki, na północ i południe od Awdijiwki oraz na zachód od Doniecka. Rosjanie podejmowali także próby przełamania pozycji ukraińskich pomiędzy Kreminną a Łymanem oraz na granicy obwodów charkowskiego i ługańskiego. W obwodzie zaporoskim doszło do walk na południe od Hulajpola, gdzie siły rosyjskie zajęły miejscowość Dorożnianka. Rosyjskie artyleria kontynuowała ataki na pozycje ukraińskie wzdłuż linii frontu. Pod ostrzałem był Chersoń, Nikopol i okolice Oczakowa oraz rejony obwodu sumskiego. Artyleria i lotnictwo ukraińskie atakowały pozycje i zaplecze Rosjan w Donbasie i obwodzie zaporoskim. Zaatakowali także cele po rosyjskiej stronie granicy w Biełgorodzie i obwodzie briańskim. Do kolejnego aktu dywersji doszło w Melitopolu.

### 3 stycznia
Ukraiński Sztab poinformował, że wojska rosyjskie skupiały się na atakach w rejonie Bachmutu, starały się poprawić swoją pozycję taktyczną na kierunku Kupiańska, Łymanu i Awdijiwki oraz broniły się na kierunku Zaporoża i Chersonia. Ukraińcy odparli ataki w pobliżu Stelmachiwki i Biłohoriwki w obwodzie ługańskim oraz Sołedaru, Krasnej Hory, Bachmutu, Majorska, Marjinki, Nowomychajliwki, Pobiedy i Krasnohoriwki w obwodzie donieckim. W ciągu doby Rosjanie przeprowadzili 7 ataków rakietowych, 18 nalotów i ponad 85 ostrzałów z systemów rakietowych, głównie na infrastrukturę cywilną Kramatorska, obwodu donieckiego, Zaporoża i Chersonia (odnotowano ofiary cywilne). Lotnictwo ukraińskie dokonało 12 nalotów na miejsca koncentracji wojsk i stanowisko przeciwlotnicze, z kolei artyleria zniszczyła dwa punkty kontrolne, pięć miejsc koncentracji, magazyn amunicji i punkt kontrolny dronów. Według SG 2 grudnia br. w obwodzie zaporoskim (Tokmak, Melitopol, Berdiańsk, Połohy i Wasylówka) zginęło lub zostało rannych 260 Rosjan oraz zniszczono dwa składy amunicji i ok. 10 jedn. sprzętu. Generał Wałerij Załużny w rozmowie z generałem Markiem Milleyem podał, że siły ukraińskie utrzymywały pozycje w okolicach Awdijiwki i kontynuowały kontrofensywę. Zacięte walki toczyły się w na linii Swatowe–Kreminna i w okolicach Lisiczańska, z kolei najtrudniejsza sytuacja miała miejsce w pobliżu miejscowości Sołedar–Bachmut–Majorsk.
W ocenie ISW właściciel Grupy Wagnera Jewgienij Prigożyn przyznał, że jego najemnicy nie byli w stanie przełamać ukraińskiej obrony w Bachmucie, a winą za to starał się obarczyć rosyjskie Ministerstwo Obrony. Z kolei prezydent Putin zatwierdził szereg instrukcji dla rosyjskich agencji i urzędników, mających na celu uspokojenie powszechnej krytyki zaopatrzenia i wypłaty świadczeń rosyjskiemu personelowi wojskowemu. Tymczasem Rosjanie kontynuowali ograniczone kontrataki wzdłuż linii Swatowe–Kreminna, ataki w pobliżu Bachmutu i Awdijiwki oraz prawdopodobnie wzmacniali swoje zgrupowanie w zachodnim obwodzie donieckim. Siły ukraińskie kontynuowały ataki na rosyjską logistykę w obwodzie ługańskim oraz prawdopodobnie zajęły pozycje na wyspie Potiomkinowskiej w delcie Dniepru.

### 4 stycznia

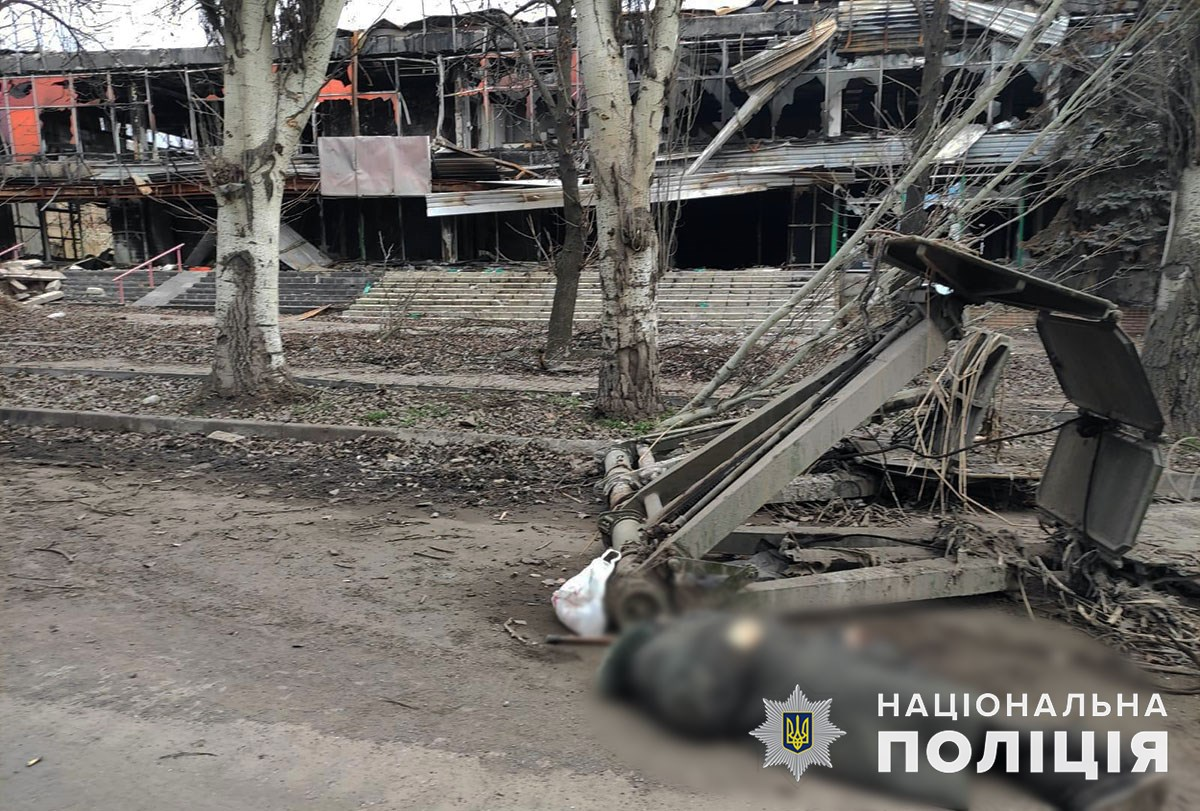
Bachmut po rosyjskim ostrzale; zginęły dwie starsze kobiety

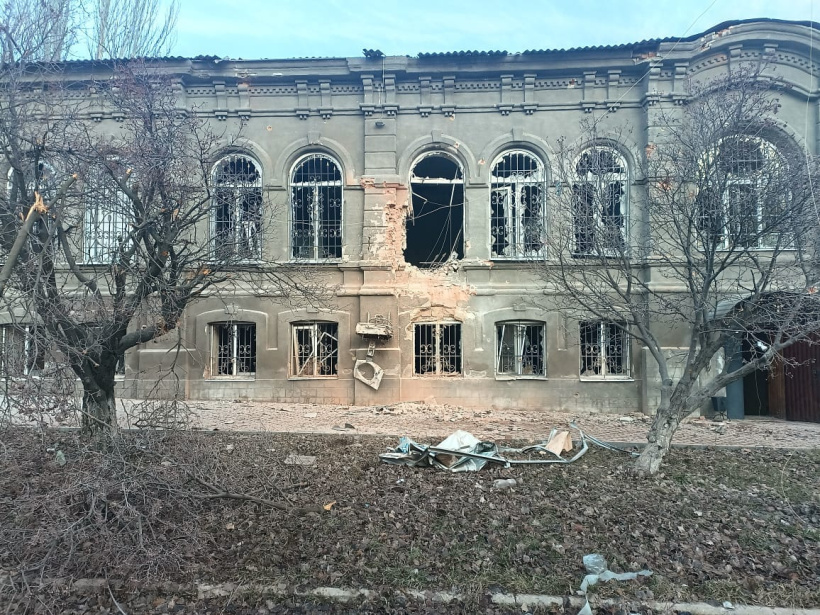
Dom na ul. Sadowej 171 w Bachmucie po rosyjskim ostrzale. Jest to rezydencja kupiecka z przełomu XIX i XX wieku, która ma status niedawno odkrytego zabytku architektury o znaczeniu lokalnym

SG Ukrainy poinformował, że Rosjanie koncentrowali się na prowadzeniu ataku na kierunku Bachmutu oraz bronili się na kierunku Zaporoża i Chersonia. Siły ukraińskie odparły ataki m.in. w okolicy Stelmachiwki i Płoszczanki w obwodzie ługańskim oraz Biłohoriwki, Sołedaru, Krasnej Hory, Podhorodnego, Bachmutu, Kurdiumówki, Majorska, Wodiane, Krasnohoriwki, Wesełego, Marjinki i Pobiedy w obwodzie donieckim. W ciągu ostatnich 24h wojska rosyjskie przeprowadziły trzy ataki rakietowe, 13 nalotów i 68 ostrzałów, w szczególności na infrastrukturę cywilną Bachmutu, Konstantynówki i Kurachowego, Nikopola i Chersonia, w wyniku czego były ofiary śmiertelne oraz ciężko ranni. Ukraińskie lotnictwo dokonało 20 nalotów na miejsca koncentracji wojsk i pięć na stanowiska przeciwlotnicze; artyleria zaatakowała trzy punkty kontrolne, cztery miejsca koncentracji i dwa składów amunicji. Ukraiński SG poinformował także, że 3 stycznia „zniszczono kwaterę żołnierzy rosyjskich w Tokmaku położonym w obwodzie zaporoskim”; w ataku zginęło lub zostało rannych ok. 80 wojskowych. W dniach 3 i 4 stycznia Rosja wystrzeliła łącznie co najmniej 110 rakiet na ukraińskie miasta, w tym Kramatorsk, Zaporoże i Chersoń, w wyniku czego były ofiary wśród cywilów. W godzinach popołudniowych SZ Ukrainy zaatakowały rosyjskie dowództwo wojskowe w centrum Wasylówki. Według źródeł rosyjskich zginęło pięć osób, a 15 zostało rannych.
Według ukraińskich służb specjalnych Rosja przeniosła więcej wojsk na północną część Krymu i rozbudowywała tam swoje linie obronne oraz w części obwodu chersońskiego w celu zabezpieczenia północnego korytarza lądowego na Krym.
Prezydent Francji Emmanuel Macron obiecał dostarczyć Ukrainie opancerzone pojazdy rozpoznawcze AMX-10RC i ACMAT Bastion. Z kolei prezydent Joe Biden potwierdził, że Stany Zjednoczone rozważają przekazanie Ukrainie BWP M2 Bradley.
Według ISW rosyjskie ataki na cele cywilne i infrastrukturę krytyczną w coraz większym stopniu opierały się na irańskich dronach, a ich zapasy były już prawdopodobnie bardzo uszczuplone. Przedstawiciel Głównego Zarządu Wywiadu Wojskowego Wadym Skibicki podał, że Rosjanie od września 2022 roku użyły na Ukrainie ok. 660 dronów Shahed, z czego 540 zostało zestrzelonych przez obronę przeciwlotniczą. Z kolei szef ukraińskiego wywiadu wojskowego Kyryło Budanow oświadczył, że siły ukraińskie zamierzają wiosną 2023 roku rozpocząć wielką kontrofensywę na terenie całego kraju. Tymczasem Rosjanie kontynuowali ograniczone kontrataki, aby odzyskać utracone pozycje wzdłuż linii Swatowe–Kreminna oraz ataki wokół Bachmutu i zachodnich obrzeży Doniecka. Siły rosyjskie kontynuowały także operacje obronne w obwodzie chersońskim. Ponadto rosyjskie władze okupacyjne kontynuowały działania mające na celu rozwiązanie problemów administracyjnych związanych z konsolidacją rosyjskiej kontroli nad zajętymi terytoriami.

### 5 stycznia

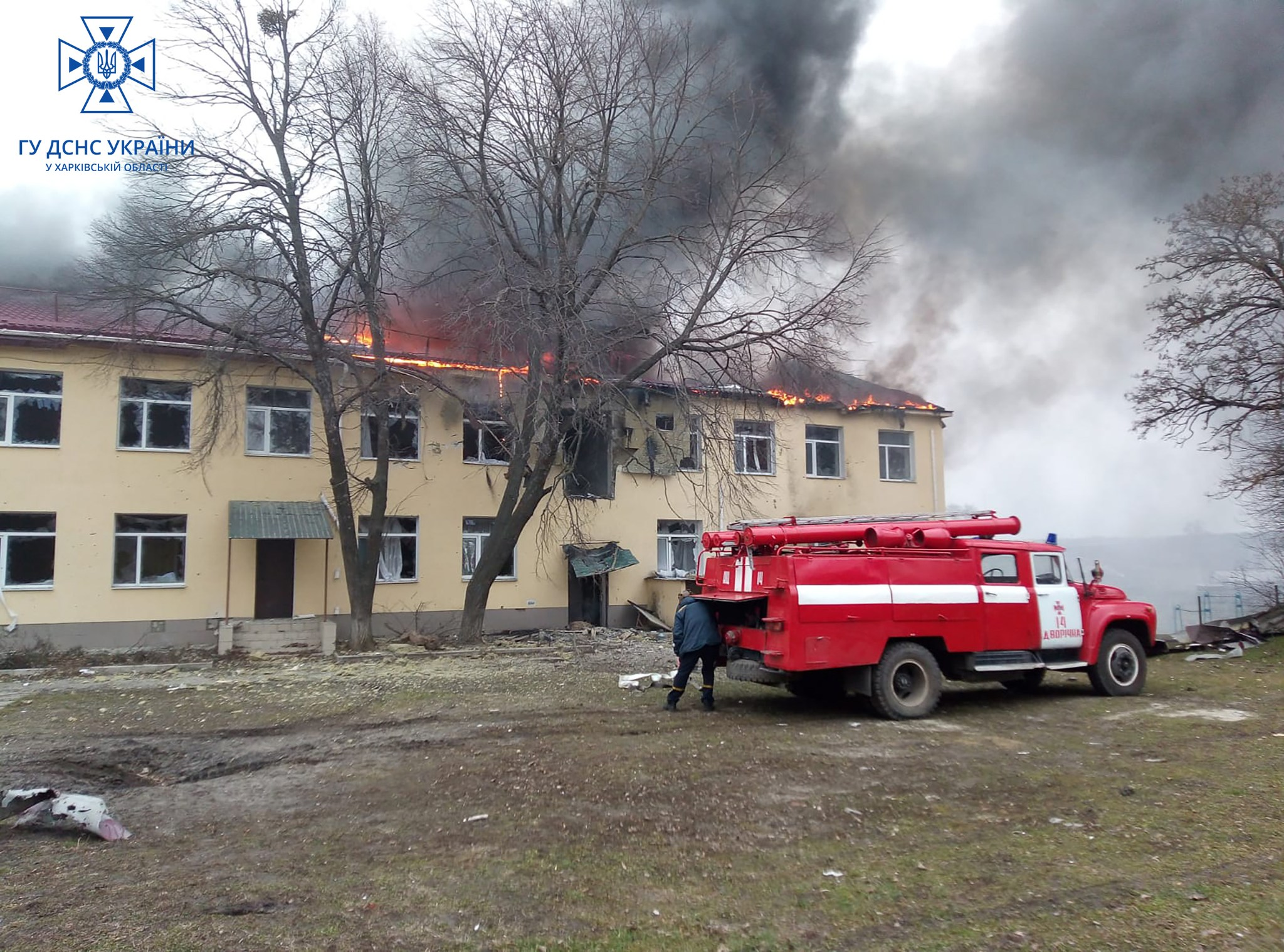
Liceum w miejscowości Dworiczna po rosyjskim ostrzale

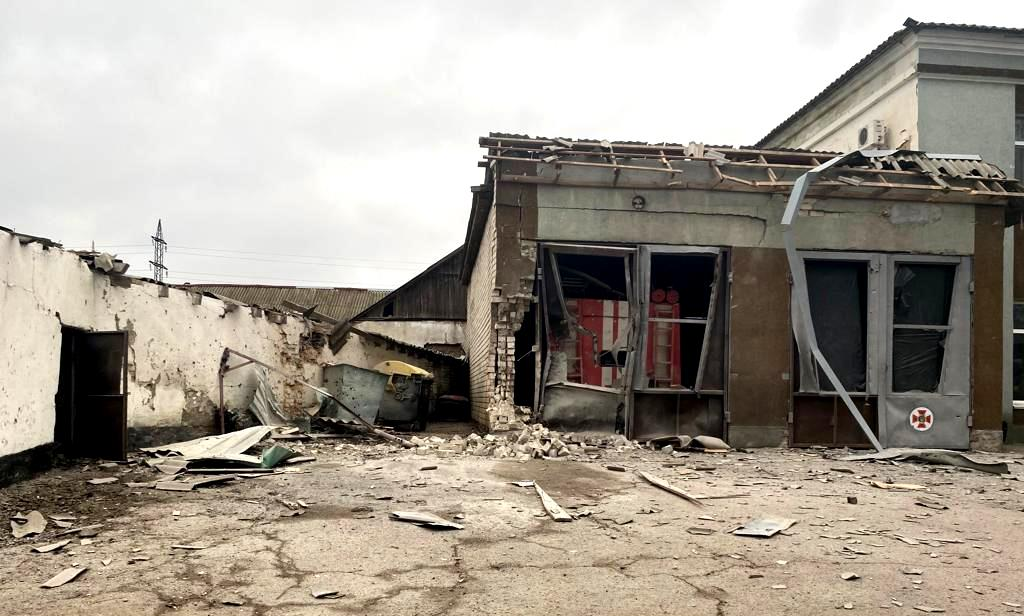
Remiza strażacka w Chersoniu po rosyjskim ostrzale

Ukraiński Sztab Generalny oświadczył, że siły rosyjskie koncentrowały się na przejęciu kontroli nad obwodem donieckim i prowadziły ataki na kierunku Bachmutu i Łymanu oraz próbowały poprawić swoją pozycję taktyczną na kierunku Kupiańska i Awdijiwki, jednak bez powodzenia. Ukraińcy odparli ataki w okolicy Stelmachiwki, Makiejewki i Płoszczanki w obwodzie ługańskim oraz Spirnego, Sołedaru, Krasnej Hory, Bachmutu, Kliszczijiwki, Kurdiumiwki, Pierwomajskiego, Marjinki i Pobiedy w obwodzie donieckim. Rosjanie w ciągu doby przeprowadzili 17 nalotów i 59 ostrzałów z systemów rakietowych, głównie na infrastrukturę cywilną; m.in. ostrzelano centrum Chersonia, w wyniku czego zginęła jedna osoba oraz zniszczono remizę strażacką. Lotnictwo ukraińskie dokonało 15 nalotów na miejsca koncentracji żołnierzy oraz trzy naloty na stanowiska przeciwlotnicze, natomiast artyleria uderzyła w dwa miejsca koncentracji.
We wspólnym oświadczeniu prezydent Joe Biden i kanclerz Olaf Scholz ogłosili, że rząd niemiecki zdecydował się wyposażyć Ukrainę w system rakietowy Patriot i Mardery, podczas gdy rząd Stanów Zjednoczonych dostarczy ok. 50 wozów bojowych M2 Bradley. Rząd federalny przekaże Ukrainie ok. 40 pojazdów Marder i amunicję do nich; według rzecznika rządu ich przekazanie nastąpi w pierwszych trzech miesiącach 2023 roku. Według ekspertów szkolenie ukraińskich żołnierzy na transporterach opancerzonych trwa ok. ośmiu tygodni.
Głowa Rosyjskiego Kościoła Prawosławnego, patriarcha Cyryl, wezwał do świątecznego zawieszenia broni, aby ludzie mogli uczestniczyć w prawosławnych nabożeństwach bożonarodzeniowych 6 i 7 stycznia. Prezydent Władimir Putin nakazał rosyjskim siłom zbrojnym utrzymanie 36h zawieszenia broni na rosyjskie prawosławne Boże Narodzenie. Ukraina odrzuciła rosyjską propozycję zawieszenia broni. W opinii ISW ogłoszone przez Putina jednostronne zawieszenie broni było prawdopodobnie operacją informacyjną mającą uderzyć w reputację Ukrainy, jednocześnie dążąc do zapewnienia siłom rosyjskim 36-godzinnej przerwy na odpoczynek, odzyskanie sił i przegrupowanie w celu wznowienia ataków na froncie. Tymczasem siły rosyjskie kontynuowały ograniczone kontrataki w celu odzyskania utraconych pozycji wzdłuż linii Swatowe–Kreminna oraz kontynuowały ataki wokół Bachmutu i na zachód od Doniecka. Wzmacniały także swoje pozycje we wschodnim obwodzie chersońskim. Z kolei Ukraińcy prawdopodobnie przeprowadzili udany kontratak w okolicach Bachmutu oraz kontynuowali kontrofensywę w rejonie Kreminnej. Zdaniem Instytutu zmobilizowani rosyjscy żołnierze prawdopodobnie w dalszym ciągu stanowili dużą część rosyjskich ofiar na Ukrainie. Według wysokiego rangą urzędnika USA, rosyjski cel zdobycia Bachmutu wynikał przede wszystkim z motywów ekonomicznych ze względu na pobliskie kopalnie soli i gipsu.
Według OSW główne walki toczyły się w rejonie Bachmutu oraz w miejscowościach na południe i północny wschód od niego. W Sołedarze trwały walki uliczne. Ukraińcy odparli ataki wzdłuż linii kolejowej Bachmut–Siewiersk, w okolicy Awdijiwki i na zachód od Doniecka. Siły rosyjskie ponawiały także ataki na granicy obwodu ługańskiego z charkowskim i donieckim. Do ukraińskiego kontrataku doszło na południe od Hulajpola. Rosjanie kontynuowali uderzenia na pozycje ukraińskich wzdłuż linii frontu oraz na obszarach przygranicznych. Rakiety spadły na Zaporoże, Kramatorsk, Drużkiwkę i Konstantynówkę. Pod ostrzałem był także Chersoń, Nikopol i rejon Oczakowa. Do aktów ukraińskiej dywersji doszło w Melitopolu i Sewastopolu oraz na obszarze Rosji, tj. w Kursku, Rostowie nad Donem i Nowym Oskole, gdzie spłonął skład amunicji.
Białoruskie Ministerstwo Obrony zadeklarowało, że chce „wzmocnić ochronę związku Rosji i Białorusi. Personel, broń, sprzęt wojskowy i specjalny Sił Zbrojnych Federacji Rosyjskiej będzie nadal transportowany do Republiki Białorusi”. Ukraina zakładała, że Rosja wykorzystuje Białoruś do rozpoczęcia nowej inwazji lądowej z północy, otwierając nowy front.

### 6 stycznia

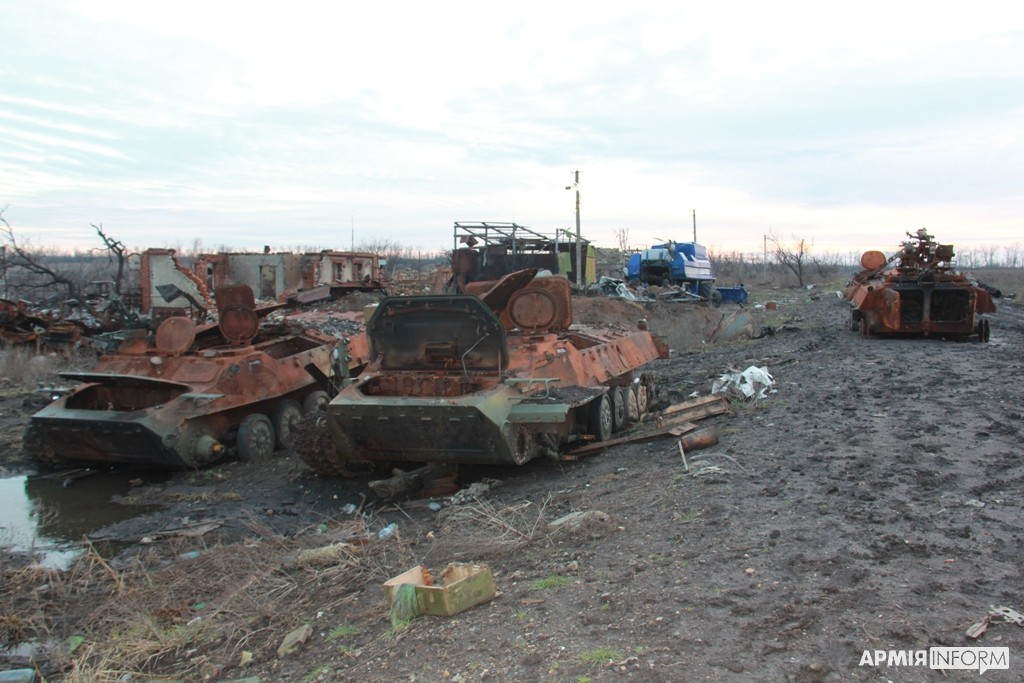
Wieś Sułyhiwka po walkach podczas rosyjskiej inwazji w 2022 roku

Według SG Rosjanie skupiali się na próbach przejęcia całego obwodu donieckiego w granicach administracyjnych, atakując na kierunku Bachmutu. Siły ukraińskie odparły ataki rosyjskie w okolicy Stelmachiwki, Makiejewki, Dibrowej i Biłohorowki w obwodzie ługańskim oraz Sołedaru, Krasnej Hory, Podhorodnego, Bachmutu, Kliszczijiwki, Perwomajskego, Marjinki i Pobiedy w obwodzie donieckim. W ciągu 24h siły rosyjskie przeprowadziły jeden atak rakietowy i 20 ostrzałów z wyrzutni rakietowych; m.in. ostrzelano ponownie jednostkę straży pożarnej w Chersoniu (jedna osoba zginęła, a cztery zostały ranne). Ostrzeliwano również obszary na linii frontu od obwodu charkowskiego po chersoński. Lotnictwo ukraińskie uderzyło w jedno miejsce koncentracji wojska, a artyleria zaatakowała cztery miejsca koncentracji oraz dwa magazyny paliw i smarów. Sztab poinformował także, że w wyniku ostrzału artylerii w obszar koncentracji w miejscowości Hawryliwka ok. 100 żołnierzy zostało rannych. Z kolei rzecznik ukraińskiej armii Serhij Czerewaty poinformował, że Sołedar i Bachmut nadal pozostawały pod kontrolą Ukrainy, w związku z doniesieniami na „rosyjskich kanałach propagandowych, gdzie pojawiły się informacje o zajęciu Sołedaru przez wroga”. Według Czerewatego toczyły się tam zacięte walki, w ciągu jednego dniało doszło do 76 ostrzałów i 10 potyczek.
Według ukraińskiego gubernatora Serhija Hajdaja siły rosyjskie zignorowały ogłoszone poprzedniego dnia zawieszenie broni. Według ukraińskiego Sztabu Generalnego pod ostrzałem znalazły się 34 ukraińskie miasta. W Bachmucie żadna z walczących stron nie przestrzegała zawieszenia broni. Ukraina postrzegała je jako pretekst do dania rosyjskim żołnierzom na pierwszej linii możliwość uzupełnienia amunicji i żołnierzy. Natomiast szef ukraińskiego wywiadu wojskowego Wadym Skibicki w wywiadzie dla The Guardian stwierdził, że Rosja planuje na styczeń mobilizację kolejnych 500 tys. rezerwistów; będą oni częścią nowej rosyjskiej ofensywy, która zostanie przeprowadzona wiosną i latem 2023 roku.
Stany Zjednoczone zapowiedziały kolejny pakiet pomocy wojskowej dla Ukrainy o wartości 3,075 miliarda dolarów, który obejmie m.in. 50 transporterów Bradley z pociskami przeciwpancernymi, 100 transporterów M113; 55 pojazdów MRAP, 138 HMMWV, 18 haubic 155 mm i 70 tys. pocisków 155 mm, 36 holowanych haubic 105 mm i 95 tys. pocisków artyleryjskich 105 mm, amunicję do M142 HIMARS i pociski przeciwlotnicze RIM-7 Sea Sparrow.
Brytyjskie Ministerstwo Obrony podało, że najbardziej zaciekłe walki między siłami ukraińskimi i rosyjskimi trwały w okolicach Kreminnej. Od trzech tygodni „walki wokół Kreminnej koncentrowały się na mocno zalesionym terenie na zachód od miasta. (...) Jak to zwykle bywa w przypadku działań w lasach, walka w dużej mierze sprowadzała się do starć piechoty, często na krótkim dystansie”. Zdaniem Ministerstwa rosyjscy dowódcy prawdopodobnie postrzegają walki w okolicach Kreminnej jako zagrożenie dla prawej flanki odcinka frontu w pobliżu Bachmutu. W ocenie ISW oświadczenia i groźby Rosji ws. przekazywania uzbrojenia Ukrainie służyły jedynie kampaniom informacyjnym i nie odzwierciedlały istnienia „czerwonych linii” czy konkretnych obaw władz rosyjskich. Rosyjscy urzędnicy i blogerzy w większości nie zareagowali na ogłoszenie przez USA nowej pomocy wojskowej dla Ukrainy w wysokości ponad 3 mld dolarów. Tymczasem siły rosyjskie i ukraińskie kontynuowały ataki w okolicach Kreminnej i Swatowego. Rosjanie kontynuowali także ataki wokół Bachmutu i na linii Awdijiwka–Donieck.

### 7 stycznia
Sztab Ukrainy oświadczył, że siły rosyjskie, ponosząc ciężkie straty, prowadziły ataki w rejonie Bachmutu, Awdijiwki i Łymanu oraz starały się poprawić swoją pozycję taktyczną na kierunku Kupiańska. Z kolei na kierunku Zaporoża i Chersonia broniły się. Ukraińcy odparli ataki na 16 miejscowości, w tym Stelmachiwkę, Makiejewkę i Biłohoriwkę w obwodzie ługańskim oraz Rozdoliwkę, Sołedar, Bachmut, Zalizne, Perwomajske, Wodiane i Pobiedę w obwodzie donieckim. Pomimo „zawieszenia broni” ogłoszonego władze rosyjskie, w ciągu ostatnich 24h Rosjanie przeprowadzili 9 ataków rakietowych, trzy naloty i 40 ostrzałów z systemów rakietowych, atakując głównie infrastrukturę cywilną i zaludnione obszary; ostrzelano z artylerii m.in. Hulajpole oraz tereny obwodu zaporoskiego. Około 23:00 przeprowadzono atak rakietowy na miasto Merefa (zginęła jedna osoba, a jedna została ranna). Lotnictwo Ukrainy dokonało 21 nalotów na miejsca koncentracji wojsk i 3 ataki na stanowiska przeciwlotnicze, z kolei artyleria zniszczyła punkt dowodzenia, pięć miejsc koncentracji i dwa magazyny amunicji. W godzinach nocnych z 7 na 8 stycznia przeprowadzono siedem ataków rakietowych na Kramatorsk (zniszczono m.in. budynki oświatowe i zakład przemysłowy) i dwa na Konstantynówkę oraz ostrzelano Kurachowe i wieś Kurachiwka. Z kolei Chersoń (dzielnica Tawrijska) został zaatakowany za pomocą pocisków zapalających.
Ministerstwo Obrony Wielkiej Brytanii podało, że rosyjscy dowódcy byli zaniepokojeni możliwością dużych ataków sił ukraińskich w północnym obwodzie ługańskim i w obwodzie zaporoskim oraz mieli dylemat, któremu z tych zagrożeń przeciwdziałać w pierwszej kolejności. W ostatnich tygodniach Rosjanie wzmocnili linie obronne w środkowej części obwodu zaporoskiego, zwłaszcza między Wasylówką i Orichiwem, i utrzymywali na tym obszarze znaczące siły. Według ISW siły rosyjskie były wciąż zbyt daleko, aby zagrozić dostawom zaopatrzenia do bronionego przez Ukraińców Bachmutu, w związku z rosyjskimi doniesieniami o ograniczonych sukcesach w okolicach Sołedaru. Zdaniem ekspertów gdyby siły agresora dotarły do przedmieść Rozdoliwki, 6 km na północny zachód od Sołedaru, to te wojska wciąż znajdowałyby się zbyt daleko, aby odciąć ukraińskie trasy zaopatrzenia. Minister obrony Ołeksij Reznikow stwierdził, że Rosjanie nadal wyczerpywały swój arsenał rakietowy i zapasy irańskich dronów, ale nadal byli w stanie zagrozić ukraińskiej infrastrukturze na dużą skalę w najbliższej przyszłości. Według mediów i analityków wojskowych, m.in. Rusłana Lewijewa z projektu Conflict Intelligence Team (CIT), pomimo zachodnich sankcji Rosja zachowała zdolności do produkcji uzbrojenia, w tym pewnej ilości pocisków manewrujących. Tymczasem siły rosyjskie i ukraińskie kontynuowały ataki w okolicach Swatowego i Kreminnej. Rosjanie poczynili także niewielkie postępy w Sołedarze w ramach operacji wokół Bachmutu i wzdłuż zachodnich obrzeży Doniecka.

### 8 stycznia
Ukraiński SG podał, że Rosjanie atakowali na kierunku Bachmutu, Awdijiwki i Łymanu oraz starali się poprawić swoją pozycję taktyczną na kierunku Kupiańska. SZ Ukrainy odparły ataki w okolicy Stelmachiwki i Czerwonopopiwki w obwodzie ługańskim oraz Sołedaru, Krasnej Hory, Podhorodnego, Bachmutu, Kliszczijiwki, Wodiane, Perwomajskiego, Krasnohoriwki, Marjinki, Pobiedy i Nowomychajliwki w obwodzie donieckim. W ciągu ostatniej doby siły rosyjskie przeprowadziły siedem ataków rakietowych, 31 nalotów i 73 ostrzałów. Lotnictwo ukraińskie dokonało 17 nalotów na miejsca koncentracji i trzy naloty na stanowiska przeciwlotnicze, z kolei artyleria uderzyła w siedem miejsc koncentracji wojsk oraz magazyn paliwa i smarów. Wczesnym rankiem zniszczono rosyjski magazyn amunicji w zakładach Hydromash w Melitopolu. W kilku regionach Ukrainy donoszono o rosyjskim ostrzale; ostrzelano m.in. Charków, Chersoń, Konstantynówkę i Kramatorsk oraz kilka miast w obwodzie dniepropetrowskim. Co najmniej 10 osób zginęło lub zostało rannych. W Chersoniu trzech mieszkańców zostało rannych oraz trafiono w podstację elektryczną.
Według wielu źródeł, w ostatnich dniach toczono głównie walki o Sołedar niedaleko Bachmutu, jednakże informacje o sytuacji militarnej były sprzeczne. Według armii ukraińskiej dzień wcześniej stoczono co najmniej 10 bitew; siły rosyjskie mówiły o przełomie. Wiceminister obrony Hanna Malar poinformowała, że „sytuacja w Sołedarze była bardzo trudna”. Siły rosyjskie poprzez ataki na to miasto próbowały otoczyć Bachmut. Prezydent Zełenskiego stwierdził, że wojska ukraińskie utrzymywały pozycje Bachmucie i Sołedarze oraz dodał, że „siły ukraińskie odpierały ciągłe ataki na Bachmut (...) choć duża część miasta była zniszczona. Utrzymywały też swoje pozycje w pobliskim Sołedarze, choć sytuacja była bardzo trudna”. Ponadto podał, że dowódca armii ukraińskiej Ołeksandr Syrski odwiedził oddziały w Bachmucie i Soledarze w celu zorganizowania posiłków do obrony. Z kolei rzecznik Wschodniego Zgrupowania Ukrainy Serhij Czerewaty dodał, że trwały „ciężkie walki z siłami rosyjskimi w Sołedarze”, który w ciągu ostatniej doby został ostrzelany 106 razy oraz doszło do 22 starć bojowych.
Rosyjskie Ministerstwo Obrony podało, że podczas ataku rakietowego na koszary w Kramatorsku zginęło ponad 600 ukraińskich żołnierzy w odwecie za sylwestrowy atak na Makiejewkę. Mer Kramatorska Ołeksandr Honczarenko stwierdził, że atak uszkodził jedynie dwa budynki i nie wykazał żadnych ofiar. Fiński reporter udał się na miejsce zdarzenia i stwierdził, że pusta szkoła została trafiona pociskiem S-300.
ISW podało, że według sekretarza Rady Bezpieczeństwa Narodowego i Obrony Ukrainy Ołeksija Daniłowa Rosja planuje rozpocząć krajową produkcję irańskich dronów. Tymczasem rzecznik Wschodniego Zgrupowania Ukrainy Serhij Czerewaty potwierdził, że siły rosyjskie nie kontrolują Sołedaru, a inne źródła ukraińskie podały, że Ukraińcy zajęli także rosyjskie pozycje w pobliżu Bachmutu. Z kolei Rosjanie kontynuowali ataki wokół Bachmutu i wzdłuż zachodnich obrzeży Doniecka oraz kontynuowali kontrataki, aby odzyskać utracone pozycje wzdłuż linii Swatowe–Kreminna. Gubernator obwodu ługańskiego Serhij Hajdaj oświadczył, że siły rosyjskie przerzuciły kilka batalionów z rejonu Bachmutu w okolicę Kreminnej.
Szef Głównego Zarządu Wywiadu Ministerstwa Obrony Ukrainy Kyryło Budanow stwierdził, że „rok 2023 będzie rokiem zwycięstwa, ale musimy się do niego bardzo dobrze przygotować”. Powiedział, że „w początkowej fazie był okres, kiedy istniało zagrożenie dla istnienia Ukrainy jako państwa”. Dodał jednak, że „tak się nie stało i powinniśmy być z tego dumni”.

### 9 stycznia

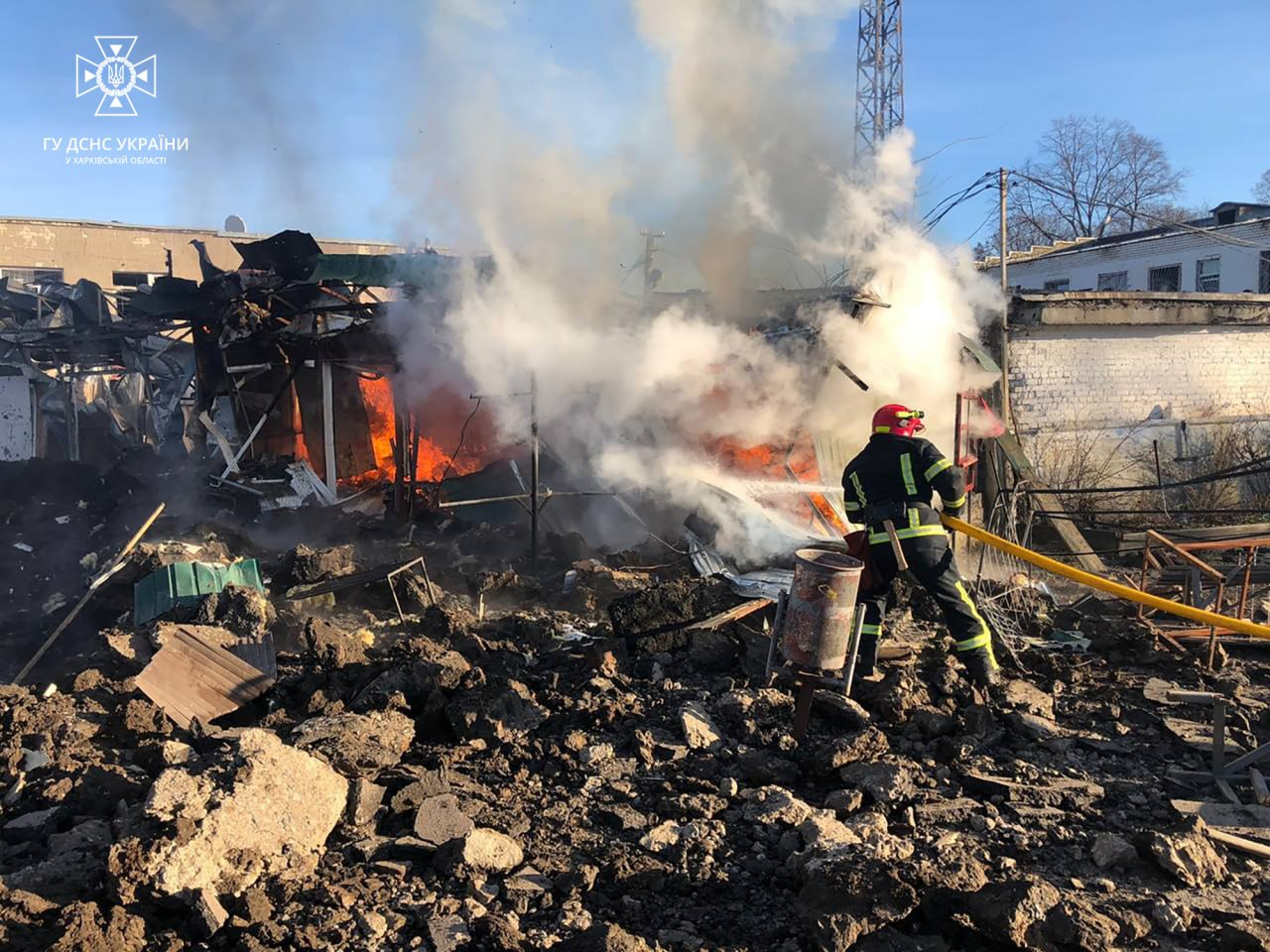
Rynek w Szewczenkowem po rosyjskim ataku rakietowym; dwie osoby zginęły, a pięć zostało rannych

Według SG Ukrainy siły rosyjskie atakowały na kierunku Bachmutu, Awdijiwki i Łymanu oraz starali się poprawić swoją pozycję taktyczną na kierunku Kupiańska, koncentrując się na zajęciu obwodu donieckiego w granicach administracyjnych. Armia ukraińska odparła ataki w pobliżu Biłohoriwki i Czerwonopopiwki w obwodzie ługańskim oraz Sołedaru, Biłohorowki, Podgorodnego, Bachmutu, Kliszczejewki, Wodiane, Kurdiumiwki, Majorska, Marjinki i Pobiedy w obwodzie donieckim. W ciągu ostatnich 24h Rosjanie przeprowadzili osiem ataków rakietowych, 31 nalotów i 63 ostrzały, na cywilną infrastrukturę Charkowa, Chersonia, Kramatorska i Oczakowa (w Chersoniu i Kramatorsku odnotowano ofiary śmiertelne wśród cywilów). Ostrzelano także Nikopol z ciężkiej artylerii. Ukraińskie lotnictwo dokonało 18 nalotów na miejsca koncentracji i trzy ataki na stanowiska przeciwlotnicze; artyleria ostrzelała stanowisko dowodzenia, pięć miejsc koncentracji i dwa stanowiska przeciwlotnicze. Prokuratura Okręgowa Ukrainy podała, że nad ranem pocisk S-300 wystrzelony z obwodu biełgorodzkiego trafił w lokalny targ w Szewczenkowem, zabijając dwie kobiety, raniąc pięć osób, w tym dziecko oraz uszkadzając centrum handlowe.
Brytyjskie MON podało, że w ciągu ostatnich czterech dni siły rosyjskie i najemnicy z Grupy Wagnera dokonały postępów w Sołedarze i prawdopodobnie kontrolowali większość miejscowości. Walki o Sołedar były próbą otoczenia Bachmutu od północy i przerwania ukraińskich linii komunikacyjnych. Część walk koncentrowała się na wejściach do 200 km nieczynnych tuneli kopalni soli, które biegną pod tym obszarem. Zdaniem Ministerstwa mimo ciężkich walk o Bachmut, w tym postępów w Sołedarze, rosyjskie wojska prawdopodobnie nie będą w stanie zająć tego miasta w najbliższym czasie. W opinii ISW Jewgienij Prigożyn nadal będzie wykorzystywał potwierdzone lub sfabrykowane doniesienia o sukcesach swych oddziałów w Sołedarze i Bachmucie, aby przedstawiać Grupę Wagnera jako jedyne siły rosyjskie zdolne do osiągnięcia zauważalnych korzyści w Ukrainie. Tymczasem siły rosyjskie i ukraińskie kontynuowały ataki wzdłuż linii Swatowe–Kreminna. Rosjanie przeprowadzili ataki w obwodzie donieckim i zdobyli okolice Sołedaru i Bachmutu. Kontynuowali także wzmacnianie pozycji na wschodnim brzegu Dniepru oraz budowę linii obronnych i transport sprzętu wojskowego w obwodzie zaporoskim w związku z obawami o możliwej kontrofensywie ukraińskej w tym rejonie. Z kolei ukraińscy partyzanci atakowali rosyjskie linie komunikacyjne na tyłach obwodu ługańskiego.
Według OSW siły rosyjskie oskrzydliły Sołedar, a w mieście toczyły się walki uliczne. Ukraińcy powstrzymywali ataki we wschodniej części Bachmutu, na jego południowych i północno-wschodnich obrzeżach oraz wzdłuż linii kolejowej na północ do Siewierska. Do wzmocnienia obrony Bachmutu i Sołedaru skierowano dodatkowe jednostki. W obwodzie donieckim do starć dochodziło na zachód od Gorłówki i na zachód od Doniecka. Rosjanie próbowali atakować pozycje ukraińskie na granicy obwodów ługańskiego z donieckim; najcięższe walki trwały w łuku na zachód od Kreminnej. Z kolei siły ukraińskie przeprowadziły kontrataki w obwodzie ługańskim i zachodniej części obwodu donieckiego. Rosyjska artyleria i lotnictwo kontynuowały ataki na pozycje ukraińskie wzdłuż linii frontu oraz na obszarach przygranicznych. Pod ostrzałem był Chersoń, Nikopol oraz rejony obwodu mikołajowskiego. Celami ataków rakietowych stały się Szewczenkowe i Konstantynówka. Artyleria ukraińska ostrzeliwała m.in. zaplecze logistyczne Rosjan w Doniecku. Do aktów dywersji doszło w okupowanym Melitopolu oraz w obwodach biełgorodzkim i kurskim na terytorium Rosji.

### 10 stycznia
Ukraiński Sztab podał, że odparto rosyjskie ataki w okolicy Hrianikiwki w obwodzie charkowskim, Stelmachiwki w obwodzie ługańskim oraz Spirnego, Rozdoliwki, Wesełego, Bachmutu, Kliszczejewki, Majorska, Vodiane, Newelskego, Krasnohoriwki, Marjinki i Preczystiwki w obwodzie donieckim. W ciągu 24h Rosjanie przeprowadzili 6 ataków rakietowychm 16 nalotów i ponad 50 ostrzałów z systemów rakietowych, w szczególności na infrastrukturę cywilną obwodów charkowskiego, donieckiego i chersońskiego. Lotnictwo ukraińskie przeprowadziło 14 ataków na miejsca koncentracji wojsk i cztery naloty na stanowiska przeciwlotnicze, natomiast artyleria uderzyła w trzy punkty kontrolne, dwie pozycje wojsk rakietowych i artylerii oraz osiem miejsce koncentracji. Ostrzelano również obszary na linii frontu od obwodu sumskiego po chersoński.
Grupa Wagnera poinformowała wcześniej o podbiciu Sołedaru, jednak w centrum miasta nadal znajdowały się oddziały ukraińskie, którym postawiono ultimatum kapitulacji do godz. 24:00 11 stycznia. Armia ukraińska oświadczyła następnego dnia, że bitwa pod miastem nadal trwała i nie doszło do rosyjskiego przełomu na tym odcinku. ISW podało, że były nagrania pokazujące rosyjskich najemników zbliżających się do centrum Sołedaru. Według Hanny Malar w Sołedarze trwały ciężkie walki. Do tego rejonu przeniesiono dodatkowe siły z Bachmutu. Ponadto Rosjanie nie brali pod uwagę dużych strat wśród swojego personelu i kontynuowali ataki. Podejścia do pozycji sił ukraińskich były zasłane ciałami martwych najemników i żołnierzy rosyjskich.
Według generała porucznika Ołeksandra Pawluka ukraińskie wojsko utworzyło duże pola minowe na północy Kijowa we wszystkich punktach dostępnych dla czołgów, aby zapobiec szybkiemu postępowi rosyjskich czołgów w przypadku wznowienia rosyjskiej ofensywy z Białorusi. Gdyby atakujący zostaliby zatrzymani na tej barierze, ukraińskiej artylerii łatwiej byłoby walczyć z tymi oddziałami. Według ukraińskich dowódców armia rosyjska stacjonowała na Białorusi wzdłuż granicy z Ukrainą, jednak eksperci wojskowi uważali, że tamtejsze rosyjskie jednostki nie są wystarczająco duże, aby przeprowadzić atak na dużą skalę z kierunku północnego. Mimo to wiążą ukraińskie wojska, których brakuje na innych odcinkach frontu. W związku z ogłoszonymi przez Rosję i Białoruś ćwiczeniami sił powietrznych, które mają się odbyć na Białorusi w dniach od 16 stycznia do 1 lutego 2023 roku, oraz w związku z trwającym rozmieszczeniem wojsk rosyjskich na Białorusi, brytyjski wywiad wojskowy ocenił, że duże skupienie Rosjan na Białorusi wciąż nie wystarczyłoby do ataku na dużą skalę.
Minister spraw zagranicznych Tobias Billström poinformował, że „Szwecja przekaże Ukrainie zaawansowane systemy artyleryjskie Archer”. Według gazety „Expressen” dostawa może zostać zrealizowana w ciągu 6-8 tygodni. Z kolei amerykański magazyn Foreign Policy podał, że w listopadzie 2022 roku Turcja zaczęła przekazywać Ukrainie pociski kasetowe z czasów zimnej wojny.
Według ISW zajęcie przez Rosjan Sołedaru nie będzie oznaczało natychmiastowego okrążenia ważniejszego Bachmutu, a także nie przesądzi, że siły rosyjskie uzyskają kontrolę nad trasami komunikacyjnymi do tego miasta. Rosyjskie media poinformowały, że generał pułkownik Aleksandr Łapin został mianowany szefem sztabu Wojsk Lądowych Rosji. Tymczasem siły ukraińskie w dalszym ciągu robiły postępu wzdłuż linii Swatowe–Kreminna. Z kolei Rosjanie przeprowadzili ataki w obwodzie donieckim i zdobyły okolice Sołedaru, jednak nie zdobyły całej miejscowości, pomimo fałszywych doniesień. Ponadto rosyjskie władze okupacyjne próbowały powstrzymać ruchu partyzancki na zajętych terenach. Ukraińska produkcja stali zmniejszyła się o ok. 70% w 2022 roku w wyniku konfliktu. Urzędnicy amerykańscy i ukraińscy stwierdzili także, że ostrzał rosyjskiej artylerii spadł w niektórych miejscach o prawie 75%.

### 11 stycznia

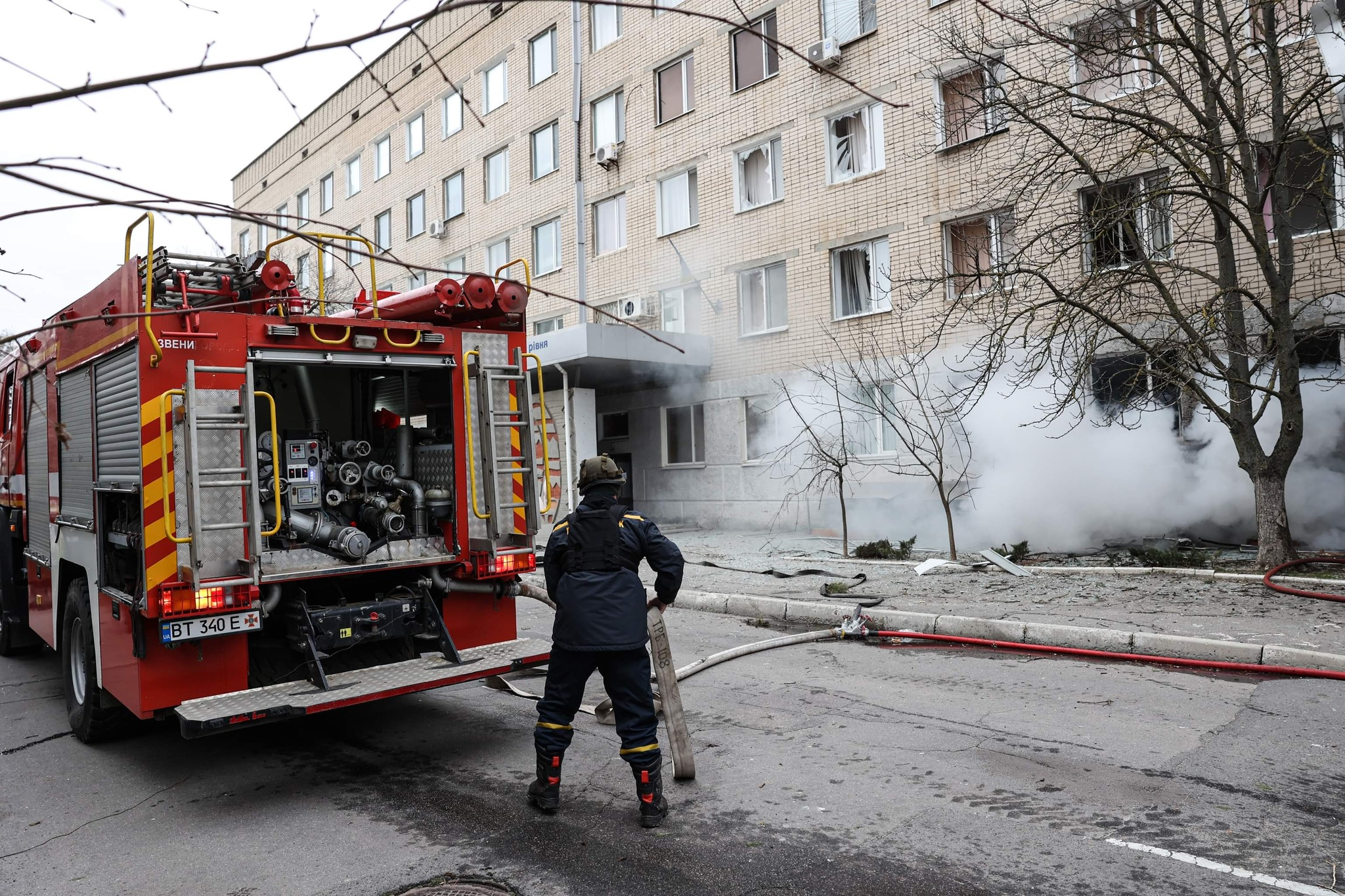
Szpital położniczy w Chersoniu po rosyjskim ostrzale. Spłonęło pomieszczenie dla personelu szpitala

Według Sztabu Ukrainy odparto ataki rosyjskie w rejonie 12 miejscowości, w tym Stelmachiwki i Kreminnej w obwodzie ługańskim oraz Rozdoliwki, Krasnej Hory, Paraskowijiwki, Podhorodnego, Bachmutu, Kliszczijiwki, Majorska, Perwomajskego i Krasnohoriwki w obwodzie donieckim. W ciągu ostatniej doby Rosjanie przeprowadzili cztery ataki rakietowe (na obiekty cywilne Łymanie i Czasiwym Jarze), 23 naloty i 69 ostrzałów wyrzutni rakietowych. Siły rosyjskie zaatakowały także obiekt infrastruktury krytycznej Mykilsku w obwodzie chersońskim (trzy osoby zostały ranne), szpital położniczy w Chersoniu oraz obiekty infrastruktury i domy w Zaporożu. Ostrzelano również obszary na linii frontu od obwodu sumskiego po chersoński. Ukraińskie lotnictwo dokonało 20 nalotów na miejsca koncentracji żołnierzy i trzy ataki stanowiska przeciwlotnicze; artyleria zaatakowała w punkt kontrolny, siedem miejsc koncentracji i trzy składy amunicji. Sztab podał także, że na Krymie ogłoszono nabór do prywatnych kompanii wojskowych „Rusicz” i „Szczit”, do których zapraszano byłych żołnierzy i funkcjonariusze innych organów ścigania. Aby wzbudzić zainteresowanie, potencjalnym kandydatom obiecywano wysokie pieniądze i brak udziału w walkach na Ukrainie.
Najcięższe walki toczyły się w rejonie SoŁedaru i Bachmutu. Pomimo ciężkich walk, przegrupowań i użycia najemników z Grupy Wagnera, Rosjanie nie byli w stanie zdobyć pełnej kontroli nad Sołedarem, pomimo doniesień rosyjskich, że miasto upadło, a Bachmut został otoczony. W samym mieście pozostało 523 cywilów, w tym 15 dzieci.
Rosyjski minister obrony Siergiej Szojgu mianował Walerija Gierasimowa naczelnym dowódcą sił rosyjskich na Ukrainie. Dotychczasowy dowódca Siergiej Surowikin, który pełnił tę funkcję od października 2022 roku, został zastępcą Gierasimowa. W ocenie ISW mianowanie Gierasimowa na dowódcę wojsk na Ukrainie jest sygnałem, że Władimir Putin zamierza toczyć w Ukrainie długą wojnę, jednak zdaniem ekspertów nie będzie w stanie osiągnąć maksymalistycznych celów inwazji zakładanych przez Putina. Z kolei niezdolność rosyjskiego przemysłu do zaradzenia niedoborom amunicji prawdopodobnie utrudni siłom rosyjskim prowadzenie operacji ofensywnych na wschodniej Ukrainie w 2023 roku. Tymczasem Instytut potwierdził, że Rosjanie nie zdobyli jeszcze w pełni Sołedaru pomimo niedawnych postępów, a ewentualne zdobycie miasta raczej nie umożliwi szybkiego zajęcia Bachmutu. Siły rosyjskie kontynuowały ograniczone kontrataki w pobliżu Swatowego, podczas gdy Ukraińcy kontynuowali kontrofensywę w pobliżu Kreminnej i atakowali tylne obszary w obwodzie ługańskim. Rosjanie przeprowadzili ataki w obwodzie donieckim. Z kolei ukraińscy urzędnicy podali, że siły rosyjskie wycofywali kluczowe aktywa i poprawiali węzły logistyczne na południu Ukrainy z powodu ukraińskich ataków. Brytyjskie MON podało, że w ciągu ostatnich dwóch dni miały miejsce ciężkie walki wokół Sołedaru, jak i na przedpolach Kreminnej. Od początku stycznia br. Rosja przydzieliła elementy 76 Gwardyjskiej Dywizji Desantowo-Szturmowej do wzmocnienia linii frontu pod Kreminną po tym, jak oceniono ten sektor za wrażliwy. Następnie przerzucono je do Donbasu i południowej Ukrainy jako siły szybkiego reagowania.
Według OSW Rosjanie zajęli dużą część Sołedaru, lecz nie kontrolowali w pełni miasta, w którym dochodziło do walk. Według niektórych źródeł pozostałe w nim siły ukraińskie zostały okrążone. Trwały walki o miejscowości wzdłuż linii kolejowej i drogi Bachmut–Siewiersk. Siły rosyjskie atakowały we wschodniej części Bachmutu, dążąc do oskrzydlenia Kliszczijiwki, ostatniej miejscowości pod kontrolą Ukraińców na południe do Bachmutu. Walki toczyły się także na południe i wschód od Siewierska, północny zachód od Gorłówki oraz na zachód od Doniecka. Rosjanie próbowali atakować na zachód od Wuhłedaru, na zachód i północ od Kreminnej oraz na północ od Kupiańska. Według doniesień lokalnych Rosjanie budowali trzy linie umocnień wokół Melitopola oraz pomiędzy tym miastem i Krymem. Rosyjskie artyleria kontynuowała ostrzał pozycji ukraińskich wzdłuż linii frontu. Głównymi celami był Chersoń, Nikopol i Oczaków wraz z okolicami. Z kolei rakiety spadły na Kramatorsk, Konstantynówkę, Charków i Łyman.

### 12 stycznia
Ukraiński SG podał, że odparto ataki Rosjan w okolicy Stelmachiwki, Makiejewki i Biłohoriwki w obwodzie ługańskim oraz Spirnego, Rozdoliwki, Krasnej Hory, Podhorodnego, Bachmutu, Kliszczijiwki, Predteczynego, Kurdiumiwki, Wodiane, Newelskego, Krasnohoriwki, Marjinki i Wełyki Nowosiłki w obwodzie donieckim. Siły rosyjskie przeprowadziły pięć ataków rakietowych na Kostantynówkę, Kramatorsk i Zaporoże oraz 18 nalotów i 52 ostrzały z systemów rakietowych. Ostrzeliwano także obszary na linii frontu od Czernihowa po Chersoń. W nocy Rosjanie ostrzelali Hulajpole, gdzie zginęła kobieta, a kilka osób zostało rannych. Lotnictwo ukraińskie przeprowadziło 16 nalotów na miejsca koncentracji wojsk i pięć ataków na stanowiska przeciwlotnicze. Natomiast artyleria uderzyła w trzy punkty kontrolne, 12 miejsc koncentracji, kompleks rakiet S-300 i trzy magazyny amunicji. Gubernator Doniecka Pawło Kyrylenko poinformował, że w rejonie Sołedaru zginęło ok. 100 rosyjskich żołnierzy w wyniku ataku rakietowego. Z kolei doradca prezydenta Mychajło Podolak stwierdził, że Rosja straciła do tej pory podczas walk o Sołedar i Bachmut „nawet 20 tys. żołnierzy. Rosjanie nie liczą tam strat” i rzucili tam prawie wszystko, w tym siły specjalne i spadochroniarzy.
Pojawiły się sprzeczne doniesienia o utracie Sołedaru przez siły ukraińskie. Wiceminister obrony Hanna Malar stwierdziła, że pod miastem w dalszym ciągu „trwały najcięższe na froncie, zaciekłe walki. Choć sytuacja była trudna, żołnierze ukraińscy bili się zacięcie. Wróg ponosił znaczne straty, bezskutecznie próbując przerwać obronę i zająć Sołedar”. Z kolei według ISW ogłaszane przez Rosję zajęcie Sołedaru nie miało znaczenia operacyjnego i prawdopodobnie nie zapowiadało rychłego okrążenia Bachmutu. Zdjęcia satelitarne z poprzednich dni ukazały, że Rosjanie kontrolowali większość lub nawet cały obszar miasta, wypierając Ukraińców z zachodnich obrzeży; strona ukraińska nie potwierdziła jednak tych doniesień. Zdaniem Instytutu jeżeli doszło do zajęcia Sołedaru, to rosyjska propaganda wyolbrzymiała zdobycie miasta, bo było to „pyrrusowe zwycięstwo taktyczne”, które nie umożliwi Rosjanom sprawowania kontroli nad ukraińskimi liniami komunikacyjnymi do Bachmutu ani nie ułatwi im okrążenia tego miasta w krótkim okresie. Tymczasem siły rosyjskie i ukraińskie kontynuowały ataki wzdłuż linii Swatowe–Kreminna. Rosjanie kontynuowali także ataki wokół Bachmutu, Awdijiwki i na zachód od Doniecka oraz działania obronne na wschodnim brzegu Dniepru. Ponadto
rosyjscy urzędnicy i władze okupacyjne podobno przygotowywały się do masowych deportacji obywateli Ukrainy z zajętych terenów do FR.
Dowódca Połączonych SZ Ukrainy generał Serhij Najew, poinformował, że zorganizowano manewry w pobliżu granicy z Białorusią, choć ta nie stanowiła wówczas bezpośredniego zagrożenia dla Ukrainy. Jednakże wojska ukraińskie stopniowo zwiększały zdolności obronne na granicy i szkoliły żołnierzy. Według Najewa siły ukraińskie miały wystarczająco dużo wojska, aby walczyć na wschodzie Ukrainy i w razie potrzeby zwiększyć liczebność wojsk na innym froncie.

### 13 stycznia
Według SG Ukrainy Rosjanie skupiali się na zajęciu całego obwodu donieckiego, posuwając się w kierunku Bachmutu oraz próbowali poprawić swoją pozycję taktyczną na kierunku Awdijiwki, Łymanu i Kupiańska. Siły ukraińskie odparły ataki w pobliżu Płoszczanki, Biłohoriwki i Czerwonopopiwki w obwodzie ługańskim oraz Rozdoliwki, Krasnej Horu, Bachmutu, Kliszczejiwki, Wodiane, Kreminnej, Pobiedy, Majorska, Marjinki i Wełyki Nowosiłki w obwodzie donieckim. W ciągu doby wojsko rosyjskie dokonało 15 nalotów, pięciu ataków rakietowych, w tym dwa na infrastrukturę cywilną Konstantynówki oraz ponad 95 ostrzałów, głównie na Chersoń. Ukraińskie lotnictwo przeprowadziło 9 nalotów na miejsca koncentracji okupantów, a artyleria uderzyła w dwa punkty kontrolne, osiem rejonów koncentracji, przeciwlotniczy kompleks rakietowy i trzy magazyny amunicji. Ługańska Obwodowa Administracja Wojskowa podała, że Rosjanie mobilizowali do armii obywateli Ukrainy zamieszkałych w Ałczewsku.
Rosyjskie wojsko oświadczyło, że zdobyło Sołedar, jednak minister obrony Ołeksij Reznikow zaprzeczył, że miasto zostało zdobyte i stwierdził, że sytuacja w nim jest „bardzo trudna”. Gubernator Doniecka Pawło Kyrylenko stwierdził, że „559 cywilów, w tym 15 dzieci” pozostało w mieście i nie możliwości ich ewakuacji. Prezydent Zełenski i wiceminister obrony Hanna Malar stwierdzili, że ogniska oporu w centrum miasta trwają na swoich pozycjach, a zachodnia część miejscowości pozostaje w rękach ukraińskich. Szef sztabu Andrij Jermak podał, że „Sołedar to sceneria walk ulicznych, w których żadna ze stron tak naprawdę nie kontrolowała miasta”. Geolokalizacja na podstawie zdjęć sugerowała, że wojska ukraińskie nadal broniły północno-zachodniej części miasta.
Natalia Sad, rzeczniczka państwowego koncernu Ukroboronprom, poinformowała, że trwają testy ukraińskiego drona o ładowności 75 kg i zasięgu do 1000 km. Według ISW Jewgienij Prigożyn chciał wykorzystać zdobycie Sołedaru w celu zwiększenia swoich wpływów, z kolei Ministerstwo Obrony Rosji próbowało umniejszać jego rolę w wojnie, a Władimir Putin prawdopodobnie chciał ograniczyć ambicje oligarchy. Urzędnicy ukraińscy nadal przewidywali intensyfikację działań ukraińskich i rosyjskich wiosną 2023 roku, jednak rosyjska ofensywa z Białorusi pozostaje mało prawdopodobna. Instytut ocenił także, że „siły ukraińskie wciąż mogły zajmować niektóre pozycje na północno-zachodnich obrzeżach miasteczka, ale raczej nie kontrolują znacznej części jego obszaru”. Tymczasem Rosjanie przeprowadzili ograniczone kontrataki wzdłuż linii Svatowe–Kreminna, podczas gdy siły ukraińskie kontynuowały kontrofensywę w pobliżu Kreminnej. Siły rosyjskie kontynuowały także ataki wokół Sołedaru, Bachmutu i Awdijiwki. Z kolei ukraińskie ataki partyzanckie nadal przekierowywały rosyjskie zasoby z linii frontu na tyły terenów okupowanych.
OSW podał, że w ciągu ostatnich dwóch dni ataki rosyjskie w Sołedarze i okolicach wyhamowały. Armia ukraińska wciąż broniła się w miejscowościach na wschód od rzeki Bachmutki. Prawie cały obszar miasta, oprócz zachodnich jego rubieży, znajdował się pod kontrolą Rosjan. Pod Bachmutem siły rosyjskie nie odnotowały większych sukcesów. Główne walki toczyły się w rejonie Kliszczijiwki oraz południowych i wschodnich obrzeżach miasta, skutecznie bronionych przez siły ukraińskie. W rejonie Swatowego, Kreminnej, Siewierska, a także na frontach donieckim i zaporoskim toczyły się niewielkie lokalne walki. Do największych starć doszło w Marjince oraz wzdłuż drogi Swatowe–Kreminna. Rosyjska artyleria kontynuowała ostrzał pozycji ukraińskich, strefy przyfrontowej i niektórych miejscowości na tyłach frontu. Rakiety spadły na Łyman, Czasiw Jar, Konstantynówkę, Kramatorsk i Zaporoże. Celem ostrzałów były Chersoń oraz miejscowości w obwodzie chersońskim.

### 14 stycznia

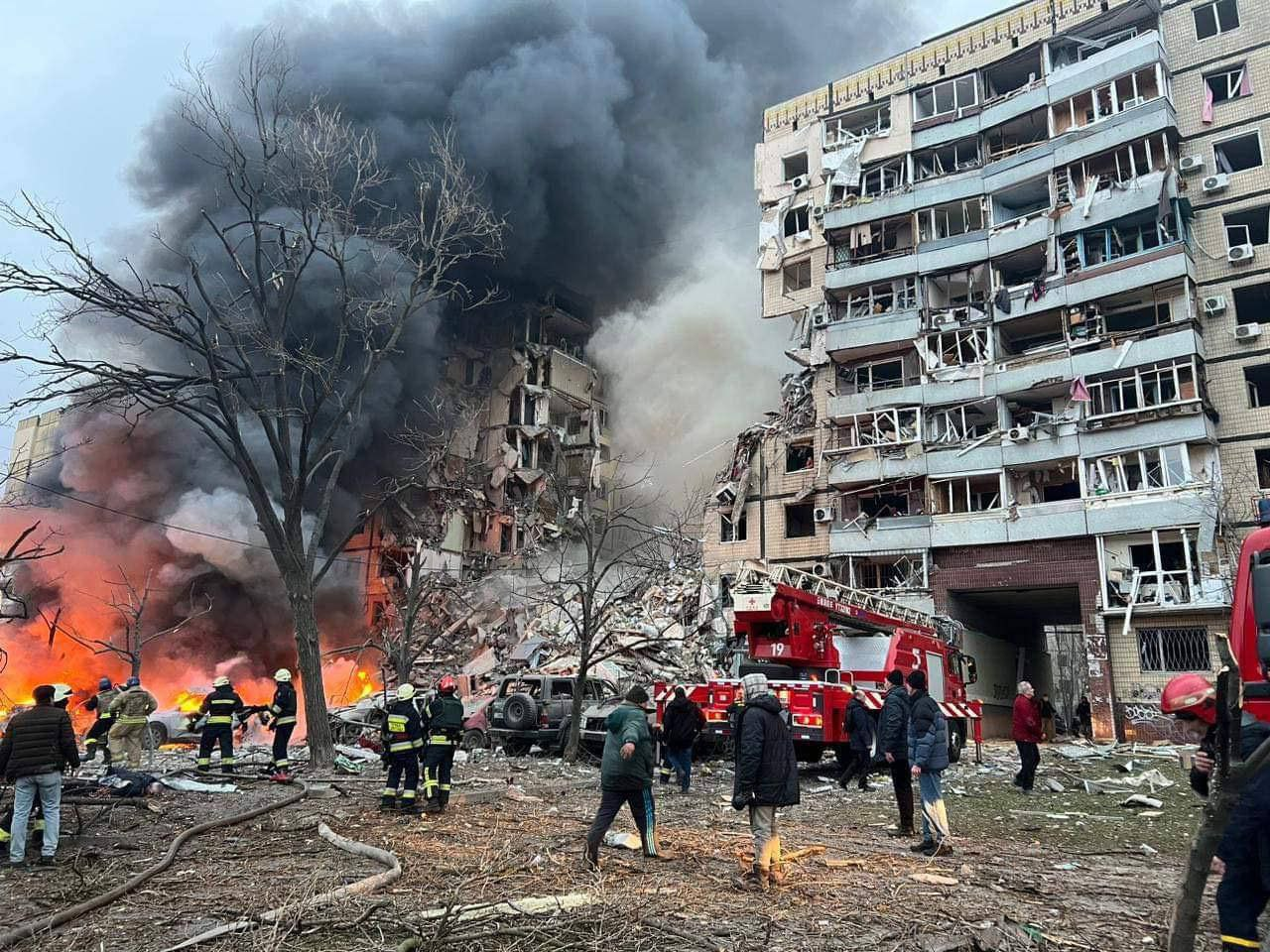
10-piętrowy blok w Dnieprze po rosyjskim ataku rakietowym; zginęło 40 osób, a 73 zostały ranne

Sztab Ukrainy poinformował, że siły rosyjskie koncentrowały się atakach w kierunku Bachmutu, chcąc zająć cały obwód doniecki; prowadziły także ataki na kierunku Łymanu, Awdijiwki oraz starały się poprawić pozycję taktyczną na kierunku Kupiańska. SZ Ukrainy odparły ataki w rejonie Makiejewki i Biłohoriwki w obwodzie ługańskim oraz Wierchniokamiańskiego, Spirnego, Biłohoriwka, Sołedaru, Bachmutu, Kliszczijiwki, Nowobachmutiwki, Krasnohoriwki, Wodiane, Majorska i Marjinki w obwodu donieckim. Rosjanie w ciągu ostatnich 24h przeprowadzili 57 ataków rakietowych, 3 naloty i 69 ostrzałów z systemów rakietowych, w szczególności na infrastrukturę cywilną. Użyli kierowanych pocisków rakietowych S-300/S-400 do ataków rakietowych na Kijów i inne zaludnione obszary kraju oraz wystrzelili 41 lotniczych i morskich pocisków manewrujących; ukraińska obrona przeciwlotnicza zestrzeliła 26 z nich. Ukraińskie lotnictwo przeprowadziło pięć nalotów na miejsca koncentracji, natomiast artyleria uderzyła w dwa punkty kontrolne, 9 miejsc koncentracji, magazyn amunicji i stację walki radioelektronicznej. Z kolei pięć osób zginęło, a pięć zostało rannych w Awdijiwce.
Rosja przeprowadziła kolejny zmasowany atak na infrastrukturę energetyczną Ukrainy, z wykorzystaniem 57 rakiet, w tym 41 pocisków manewrujących i rakiet kierowanych powietrze–ziemia. Pociski spadły m.in. na Charków, Chmielnicki, Dniepr, Kijów, Krzywy Róg, Odessę i Winnicę. Do uszkodzenia obiektów energetycznych doszło w obwodach: charkowskim, iwanofrankiwskim, kijowskim, lwowskim, winnickim, zaporoskim i odeskim. Cztery rosyjskie pociski S-300 uderzyły w infrastrukturę krytyczną w Charkowie. Zastępca szefa Kancelarii Prezydenta Kyryło Tymoszenko poinformował, że w Dnieprze został trafiony wielopiętrowy budynek mieszkalny, w wyniku czego ok. 40 osób zginęło, 73 zostały ranne, w tym 14 dzieci, 30 uznano za zaginione, a 400 zostało bez dachu nad głową. Budynek został trafiony pociskiem Ch-22, którego Ukraina nie mogła zestrzelić. Ponadto na terytorium Mołdawii ponownie spadły fragmenty zestrzelonej rakiety, w rejonie Bryczany przy granicy z Ukrainą.
Wielka Brytania oświadczyła, że dostarczy Ukrainie eskadrę 14 czołgów Challenger 2 i ok. 30 dużych dział samobieżnych AS90. Z kolei w opinii ukraińskiego wywiadu wojskowego Rosja przygotowywała się do długotrwałej wojny, przekierowując swoją gospodarkę i przemysł zbrojeniowy na tory wojenne. W ocenie ISW Jewgienij Prigożyn nadal próbował wykorzystać rolę Grupy Wagnera w walkach o Sołedar, chcąc „podnieść swoją rangę polityczną i pośrednio skrytykować regularną armię rosyjską” – oceniają analitycy. Według ekspertów „siły ukraińskie prawdopodobnie nie utrzymywały pozycji w Sołedarze, mimo twierdzeń strony ukraińskiej”, na co wskazywały sprzeczne doniesienia od obu walczących stron. Tymczasem siły rosyjskie kontynuowały ograniczone kontrataki wzdłuż linii Swatowe–Kreminna oraz ataki wokół Soledaru i w rejonie Bachmutu i Awdijiwki. Rosjanie kontynuowali także działania obronne i umocniały pozycje na wschodnim brzegu Dniepru w obwodzie chersońskim. Natomiast ukraińskie ataki partyzanckie nadal zakłócały rosyjskie działania na tyłach.

### 15 stycznia

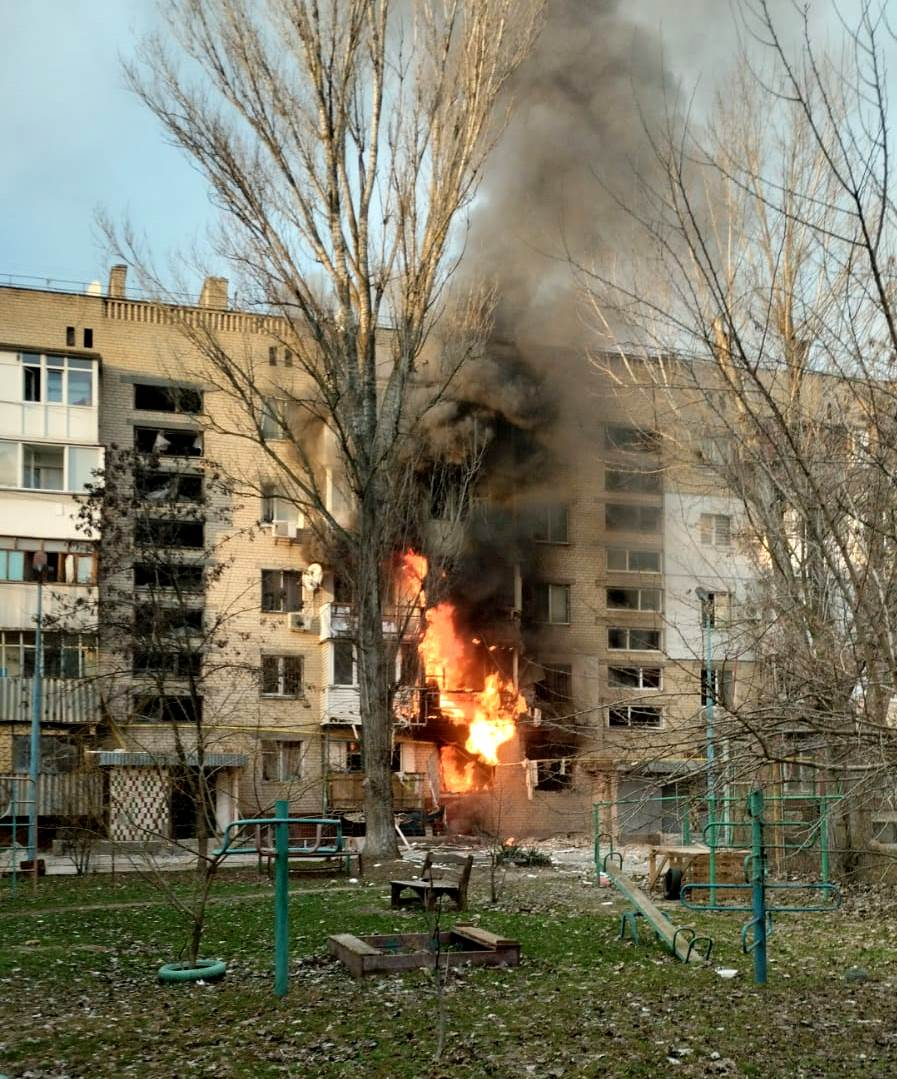
Budynek mieszkalny w Chersoniu po rosyjskim ostrzale. Zapaliło się biuro Czerwonego Krzyża na 1. piętrze i balkony mieszkań. Ten sam budynek był już ostrzeliwany w grudniu 2022 roku.

Według SG Ukrainy Rosjanie prowadzili ataki na kierunku Bachmutu i Awdijiwki, ponosząc znaczne straty wśród żołnierzy. Siły ukraińskie odparły ataki w okolicy Biłohoriwki w obwodzie ługańskim oraz Wierchnokamiańskiego, Krasnopoliwki, Spirnego, Bachmutu, Kliszczijiwki, Nowobachmutiwki, Wełyki Nowosiłki, Preczystówki, Krasnohoriwki, Pobiedy, Nowomykołajiwki, Wodiane, Majorska i Marjinki w obwodzie donieckim. W ciągu doby wojsko rosyjskie przeprowadziło dwa ataki rakietowe i ponad 55 ataków z systemów rakietowych, w szczególności na infrastrukturę cywilną obwodów zaporoskiego, dniepropietrowskiego i chersońskiego. Lotnictwo Ukrainy dokonało 9 nalotów na miejsca koncentracji i dwa na stanowiska przeciwlotnicze, z kolei artyleria zaatakowała punkt kontrolny, sześć miejsce koncentracji, magazyn amunicji i środek walki radioelektronicznej. W Chersoniu ostrzelano ośrodek rehabilitacji dzieci niepełnosprawnych (siedem osób zostało rannych) i osiedla mieszkaniowe (jedna osoba ranna).
Armin Papperger, dyrektor generalny niemieckiego producenta broni Rheinmetall, stwierdził, że firma nie będzie w stanie dostarczyć gotowych do walki czołgów Leopard 2 na Ukrainę do 2024 roku. Niemiecka grupa zbrojeniowa Rheinmetall zwróciła uwagę, że naprawa wycofanych z eksploatacji czołgów Leopard 2 potrwa „niecały rok”; firma posiada 22 pojazdy Leopard 2 i 88 starszych modeli Leopard 1.
Brytyjskie MON podało, że ciągu ostatnich dni trwały zacięte walki zarówno w rejonie Kreminnej, jak i Bachmutu. Ukraińcy prawdopodobnie nadal utrzymywali swoje pozycje w Sołedarze, z kolei w okolicach Kreminnej walki miały charakter lokalnych ataków i kontrataków w zalesionym terenie, jednakże siły ukraińskie kontynuowały postępy na wschód, dochodząc do obrzeży miasta. W ciągu ostatnich sześciu tygodni Rosja i Ukraina osiągnęły ograniczone zdobycze w różnych sektorach frontu. Według ISW Rosja prawdopodobnie przygotowuje się do przeprowadzenia w ciągu najbliższych sześciu miesięcy działań, które mają doprowadzić do odzyskania przez siły rosyjskie inicjatywy na Ukrainie, „z opóźnieniem realizując mobilizację, reorganizację i działania w przemyśle, które realistycznie powinny zostać przeprowadzone przed rozpoczęciem inwazji w lutym 2022 roku”. Tymczasem źródła rosyjskie podały, że Rosjanie zakończyli oczyszczanie Sołedaru i zaatakowały ukraińskie pozycje na północ, zachód i południowy zachód od miejscowości. Ukraińskie źródło poinformowało, że siły rosyjskie zdobyły kopalnię na zachód od Sołedaru w pobliżu Dworiczczii. Siły rosyjskie w dalszym ciągu atakowały Bachmut i obszary na północ, wschód, południe i południowy zachód od miasta oraz dokonały marginalnych zdobyczy terytorialnych na południowy zachód od Bachmutu w pobliżu Andrijiwki. Doradca wojskowy Serhij Khlan stwierdził, że siły rosyjskie zwiększyły swoją obecność w obwodzie chersońskim i że niektóre siły Grupy Wagnera przybyły do tego obwodu.

### 16 stycznia
Ukraina ogłosiła porażkę pod Sołedarem po dniach intensywnych walk. Według dowódcy ukraińskiej jednostki dronów, Roberta Brovdy’ego, siły rosyjskie zajęły ostatnią cześć Sołedaru utrzymywaną przez Ukraińców; jak stwierdził: „Od godziny 17:30 jednostki szturmowe zajęły strefę przemysłową w pobliżu kopalni numer 7, która znajduje się na granicy administracyjnej miasta Sołedar”. Linia frontu przesunęła się w pobliże granic miasta, gdzie Ukraina nadal walczyła o miasto z Rosją.
SG Ukrainy poinformował, że Rosjanie próbowali zająć cały obwód doniecki, prowadząc ataki na kierunkach Bachmutu i Awdijiwki. Starali się poprawić swoją pozycję taktyczną na kierunku Kupiańska, Łymanu oraz bronili się na kierunku Zaporoża i Chersonia. SZ Ukrainy odparły ataki w pobliżu ponad 20 miejscowości, w tym Biłohoriwki w obwodzie ługańskim oraz Wierchnokamiańskiego, Spirnego, Krasnopoliwki, Sołedaru, Biłohoriwki, Bachmutu, Kamjanki, Wodiane, Newelskego, Marjinki i Pobiedy w obwodzie donieckim. W ciągu doby siły rosyjskie przeprowadziły dwa ataki rakietowe, siedem nalotów i ponad 70 ostrzałów, głównie na infrastrukturę cywilną (byli zabici i ranni wśród ludności cywilnej). Artyleria ukraińska uderzyła w punkt kontrolny, 11 miejsce koncentracji, magazyn paliw i smarów oraz magazyn amunicji. Nad ranem Rosjanie zaatakowali Chersoń za pomocą artylerii. Pod ostrzałem znalazły się domy mieszkalne, placówki medyczne i dziecięce, w tym regionalny dziecięcy szpital kliniczny. W wyniku ostrzału zginęła jedna osoba zginęła, a dwie zostały ranne.
W opinii ISW celem Jewgienija Prigożyna było podważenie zaufania do rosyjskiego Ministerstwa Obrony i stronników Władimira Putina, z kolei władze rosyjskie nadal publicznie kwestionowały twierdzenia Prigożyna, jakoby to jego najemnicy samodzielnie zdobyli Sołedar. Sekretarz NATO Jens Stoltenberg stwierdził, że wojna rosyjsko-ukraińska znajduje się w „decydującej fazie”, co nie oznacza, że wojna jest w końcowej fazie lub że siły rosyjskie planują użyć wszystkich środków w zbliżających się działaniach. Tymczasem Rosjanie kontynuowali lokalne ataki, aby odzyskać utracone pozycje wokół Swatowego i na kierunku Kupiańska, podczas gdy siły ukraińskie kontynuowały ataki wokół Kreminnej. Siły rosyjskie dokonały zdobyczy terytorialnych na północ od Bachmutu i mogą nasilić ataki na południe od miasta w pobliżu Kliszczijiwki. Rosjanie kontynuowali także ataki w pobliżu Awdijiwki i Doniecka oraz kontynuowali wysiłki zmierzające do zgromadzenia żołnierzy we wschodnim obwodzie chersońskim oraz do opracowania nowych szlaków logistycznych między Rosją i południową Ukrainą.
Według OSW ukraińskie Ministerstwo Obrony pośrednio przyznało, że utracono Sołedar, a walki toczyły się pod miastem. Siły rosyjskie atakowały w kierunku zachodnim pomiędzy obrzeżami Bachmutu a Rozdoliwką, 10 km na południe od Siewierska. Rosjanie oskrzydlili Kliszczijiwkę na południe od Bachmutu i prawdopodobnie zajęli pozycje po zachodniej stronie kanału Doniec–Donbas. Starcia trwały także w północno-wschodniej części miasta i na jego południowych obrzeżach oraz na zachód od Gorłówki i na zachód od Doniecka. W obwodzie ługańskim walki toczyły się głównie w rejonie Kreminnej, a próby ataków podejmowały tam obie strony. Artyleria rosyjska kontynuowała ostrzał pozycji ukraińskich wzdłuż linii frontu i w obwodzie sumskim. Celem był Chersoń, Nikopol i Oczaków oraz okolice tych miast. Przeprowadzono też ataki rakietowe na Kramatorsk, Łyman i Zaporoże. Ukraińska artyleria rakietowa uderzyła w Melitopol.

### 17 stycznia
Ukraiński SG oświadczył, że siły rosyjskie atakowały na kierunku Bachmutu i prowadziły nieudane ataki na kierunku Awdijiwki. Ukraińcy odparli ataki w okolicy Biłohoriwki w obwodzie ługańskim oraz Krasnej Hory, Bachmutu, Kliszczijiwki, Wodiane, Newelskiego, Marjnki i Pobiedy w obwodzie donieckim. W ciągu ostatnich 24h Rosjanie przeprowadzili sześć ataków rakietowych, w tym trzy trafiły obiekty cywilne w Kupiańsku i Kramatorsku oraz 14 nalotów i 95 ostrzałów z wyrzutni rakietowych. Ostrzelano także z artylerii i czołgów obszary na linii frontu od Czernihowa po Chersoń. Ukraińskie lotnictwo dokonało 12 nalotów na miejsca koncentracji wojsk i cztery naloty na pozycje przeciwlotnicze, z kolei artyleria uderzyła w dwa punkty kontrolne, pięć miejsc koncentracji, skład amunicji i stację radiolokacyjną. Rosjanie ostrzelali Chersoń 26 razy, atakując dzielnice mieszkalne; pociski trafiły w infrastrukturę krytyczną i budynki mieszkalne. Łącznie obwód chersoński został zaatakowany 83 razy (cztery osoby zostały ranne). W ciągu dnia Rosjanie dokonali także 44 uderzeń na przygraniczne obszary obwodu sumskiego.
Brytyjskie Ministerstwo Obrony podało, że siły ukraińskie prawdopodobnie wycofały się z Sołedaru, pozostawiając miasto pod kontrolą rosyjskich wojsk oraz ustanowiły nowe linie obronne na zachód od niego. Tym samym pod coraz większą presją znalazł się jeden z dwóch szlaków zaopatrzeniowych prowadzących do Bachmutu, który był intensywnie ostrzeliwany przez artylerię. Według zdjęć satelitarnych obszary na południe i wschód od Bachmutu były ostrzeliwane przez rosyjską artylerię, natomiast Ukraińcy kontynuowali obronę na obrzeżach miasta. W ocenie ISW Putin ogłosi drugą falę mobilizacji w Rosji i prawdopodobnie zrobi to podczas przemówienia w Petersburgu z okazji 80. rocznicy przełamania niemieckiego oblężenia Leningradu. Rząd Rosji kontynuował prace nad rozszerzeniem kategorii obywateli kwalifikujących się do mobilizacji. Siergiej Szojgu stwierdził, że Putin nakazał zwiększenie liczebności rosyjskiego wojska do 1,5 mln i zapowiedział m.in., że w latach 2023–2026 zostanie odtworzony moskiewski i leningradzki okręg wojskowy, utworzony nowy korpus armii w Karelii i nowe zgrupowania sił na Ukrainie. Tymczasem Rosjanie przeprowadzali ograniczone kontrataki w pobliżu Kreminnej oraz kontynuowali ataki na całej linii frontu w obwodzie donieckim, m.in. wokół Sołedaru. SG Ukrainy poinformował, że odparto ataki w pobliżu samego Sołedaru i 24 km na północ od miasta. Rosjanie prawdopodobnie poczynili niewielkie postępy na północ od Biłohoriwki, 11 km na północny wschód od miasta. Ponadto siły rosyjskie w obwodzie chersońskim nadal walczyły o utrzymanie działań logistycznych na wschodnim brzegu Dniepru z powodu ukraińskich ataków.
Według szefa sztabu prezydenta Ukrainy Andrija Jermaka od początku wojny na Ukrainie w 2022 roku zginęło ponad 9 tys. cywilów. Wysoki komisarz Narodów Zjednoczonych ds. praw człowieka udokumentował od 24 lutego 2022 roku śmierć co najmniej 7031 cywilów. Z kolei Ukraińska Agencja ds. Łączności Specjalnej i Ochrony Informacji podała, że Ukraina w 2022 roku była celem 2194 cyberataków, w tym 1655 po rozpoczęciu rosyjskiej inwazji. W tym roku instytucje rządowe były atakowane przez hakerów prawie 560 razy.

### 18 stycznia
Według Sztabu Ukrainy odparto rosyjskie ataki w okolicy 14 miejscowości, w tym: Biłohoriwki w obwodzie ługańskim oraz Wierchniokamianskiego, Sołedaru, Krasnej Hory, Bachmutu, Kliszczijiwki, Ołeksandro-Szultyne, Kurdiumiwki, Wodiane, Marjinki, Pobiedy i Paraskowijiwki w obwodzie donieckim. W ciągu ostatniej doby Rosjanie przeprowadzili 25 nalotów i ponad 85 ostrzałów z systemów rakietowych, atakując m.in. Nikopol. Ostrzelano także z artylerii i czołgów obszary wzdłuż frontu od Czernihowa po Chersoń. Ukraińskie samoloty dokonały 13 nalotów na miejsca koncentracji Rosjan i trzy na stanowiska przeciwlotnicze, natomiast artyleria zaatakowała trzy punkty kontrolne, pięć miejsce koncentracji i magazyn amunicji. Prezydent Wołodymyr Zełenski stwierdził, że najcięższe walki miały miejsce w Donbasie, m.in. w rejonie Bachmutu, gdzie Ukraińcy bronili swoich pozycji. Zaobserwowano również zwiększenie liczby ostrzałów i ataków piechoty. W opinii szefa Conflict Intelligence Team (CIT) rosyjskim oddziałom udało się przedostać do zachodniej części Sołedaru. Podobne opinie wyrażali przedstawiciele wywiadu brytyjskiego.
Brytyjskie MON poinformowało, że Rosja prawdopodobnie rozważała rozmieszczenie na Ukrainie niewielkiej liczby czołgów T-14 Armata. Zdaniem Ministerstwa „rozmieszczenie T-14 będzie dla Rosji decyzją obarczoną wysokim ryzykiem”, a jeśli do tego dojdzie, to „prawdopodobnie głównie w celach propagandowych”. Według ISW władze rosyjskie nasiliły narrację, porównując wojnę na Ukrainie do wielkiej wojny ojczyźnianej w celu „zwiększenia poparcia dla długotrwałego konfliktu zbrojnego i mobilizacji”. Putin i Siergiej Ławrow w dalszym ciągu zaprzeczali suwerenności Ukrainy i wprost odrzucili bezpośrednie negocjacje z tym krajem. Tymczasem siły rosyjskie kontynuowały ograniczone kontrataki w celu odzyskania utraconych pozycji pod Kreminną oraz kontynuowały ataku w pobliżu Sołedaru, Bachmutu, Awdijiwki i Doniecka. Ukraińscy urzędnicy wskazali, że Rosjanie koncentrowali się w obwodzie zaporoskim, prawdopodobnie w celu podjęcia dużego wysiłku obronnego lub ofensywnego. Z kolei Międzynarodowa Agencja Energii Atomowej postanowiła wysłać zespoły ekspertów we wszystkich ukraińskich elektrowni jądrowych, aby zmniejszyć ryzyko poważnych awarii podczas wojny.

### 19 stycznia

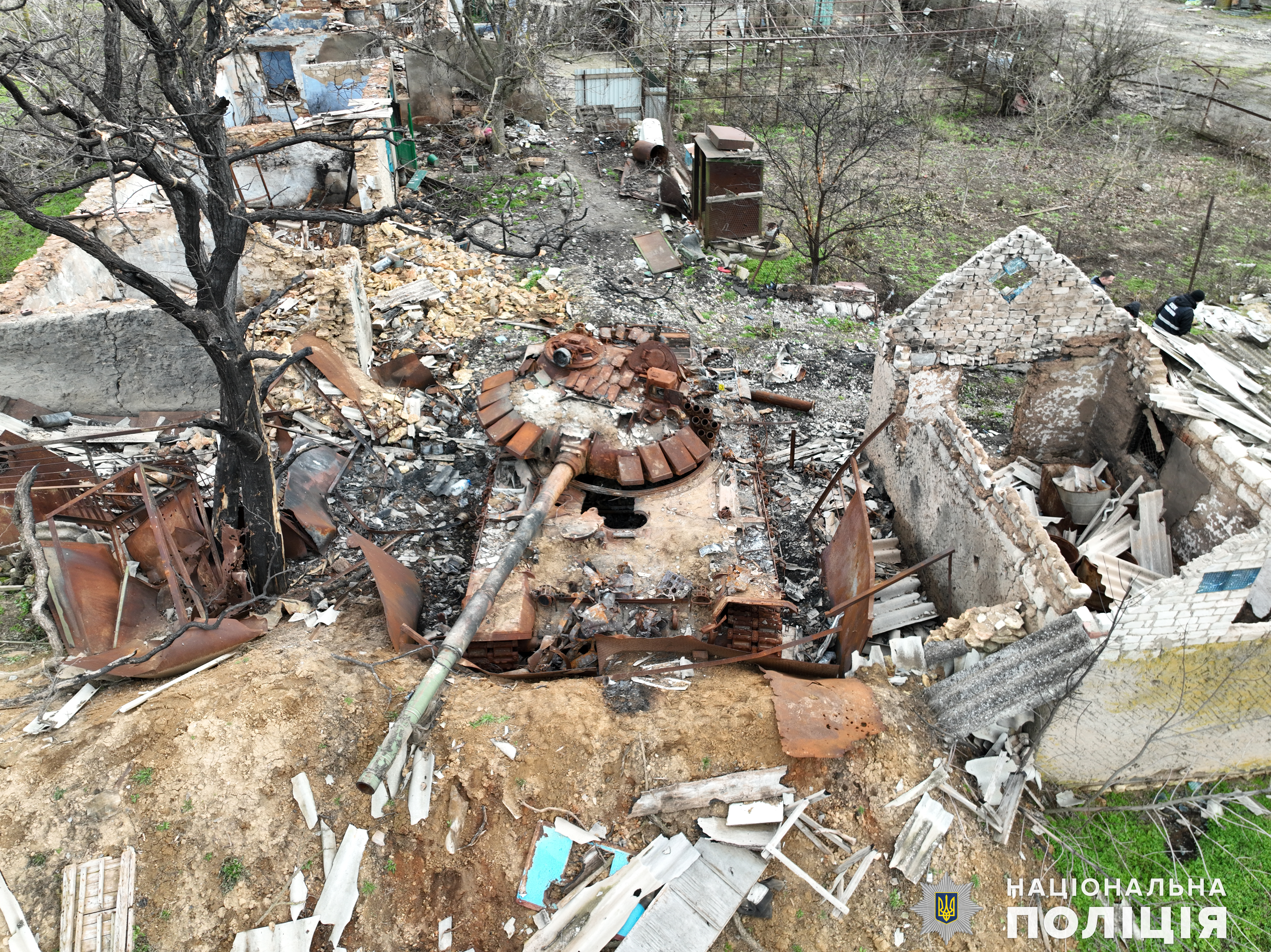
Wieś Maksymiwka w obwodzie mikołajowskim po walkach podczas rosyjskiej inwazji. 19 stycznia 2023 roku ukraińska policja i prokuratura dokonała inspekcji dawnej siedziby wojsk rosyjskich.

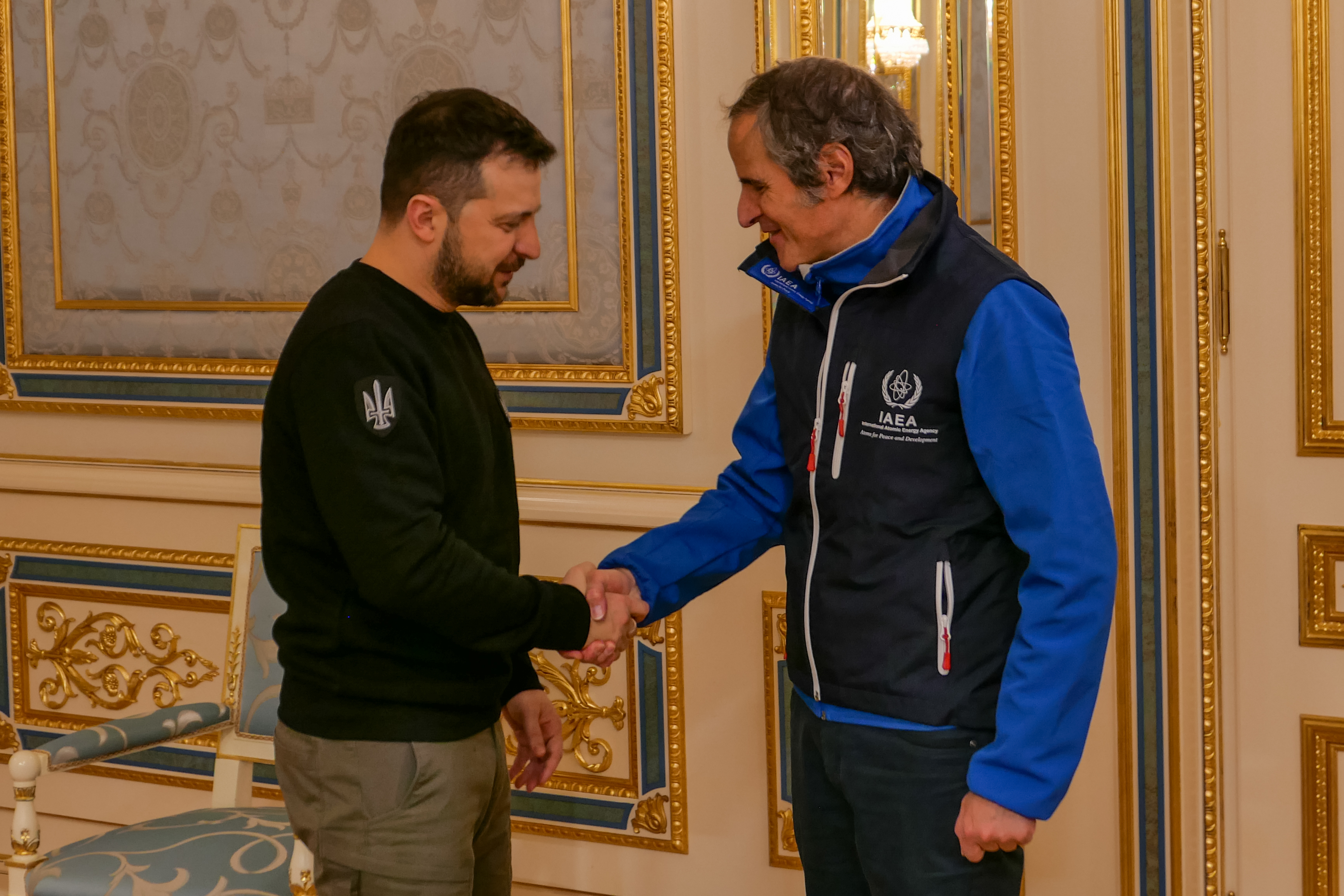
Spotkanie prezydenta Zełenskiego z dyrektorem generalnym MAEA Rafaelem Grossim

SG Ukrainy oświadczył, że siły rosyjskie koncentrowały atakach na kierunku Bachmutu i Awdijiwki oraz broniły się na kierunku Kupiańska, Łymanu, Nowopawłowska i Chersonia. Ukraińskie SZ odparły ataki w pobliżu 16 miejscowości, w tym: Nowoselewskiego i Biłohoriwki w obwodzie ługańskim; Wierchniokamianskiego, Krasnopoliwki, Sołedaru, Krasnej Hory, Paraskowijiwki, Bachmutu, Iwanowskiego, Wodiane, Marjinki, Pobiedy, Nowosiłki w obwodzie donieckim oraz Małej Tokmaczki i Stepowego w obwodzie zaporoskim. W ciągu ostatnich 24h Rosjanie przeprowadzili 9 ataków rakietowych, 23 naloty i ponad 80 ostrzałów z wyrzutni rakiet. Ukraińskie lotnictwo dokonało 28 nalotów na miejsca koncentracji i stanowiska przeciwlotnicze, z kolei artyleria sześć punktów kontrolnych, osiem miejsc koncentracji wroga i magazyn amunicji. Sztab podał także, że na Krymie Rosja przygotowywała się do tajnej mobilizacji, głównie w mieście Sewastopol, wzywając do komisariatów wojskowych różnych specjalistów, którzy wcześniej służyli w wojsku.
Stany Zjednoczone zapowiedziały kolejny pakiet pomocy wojskowej dla Ukrainy o wartości 2,5 miliarda dolarów, który obejmie m.in. 59 transporterów Bradley z pociskami przeciwpancernymi i amunicją 25 mm, 90 transporterów opancerzonych Stryker, 53 pojazdy MRAP, 350 HMMWV, osiem systemów obrony powietrznej M1097 Avenger, amunicję do systemów NASAMS, 20 tys. pocisków artyleryjskich 155 mm, 95 tys. pocisków artyleryjskich 105 mm i amunicję do M142 HIMARS. Tweede Kamer, izba niższa parlamentu Holandii przegłosowała zapewnienie Ukrainie systemu obrony powietrznej MIM-104 Patriot w celu ochrony przed rosyjskimi rakietami.
Według informacji Federalnej Służby Wywiadu (BND), które przekazano posłom niemieckiego Bundestagu, każdego dnia na froncie ginie trzycyfrowa liczba ukraińskich żołnierzy. BND ostrzegło, że porażka w bitwie pod Bachmutem miałaby poważne konsekwencje dla Ukrainy, ponieważ pozwoliłoby to Rosji na dalsze postępy w głębi kraju. BND poinformowało również, że Rosja traktuje swoich żołnierzy jak „mięso armatnie” i toleruje wysokie straty we własnych siłach zbrojnych. Brytyjskie Ministerstwo Obrony poinformowało, że Grupa Wagnera posiadała na Ukrainie do 50 tys. ludzi i stała się kluczowym elementem rosyjskiej kampanii, a jej rejestracja jako podmiotu prawnego prawdopodobnie miała na celu zmaksymalizowanie zysków jej właściciela. W ocenie ISW częste kontakty władz Rosji i Białorusi mogły tworzyć warunki do nowego ataku Rosji z białoruskiego terytorium, jednak było to mało prawdopodobne w najbliższych tygodniach; zdaniem Instytutu „bardziej prawdopodobny” byłby ewentualny atak pod koniec roku, np. jesienią. Z kolei Kreml nadal promował narrację, że wojna ulegnie eskalacji, jeśli Ukraina otrzyma broń zdolną do atakowania sił rosyjskich na okupowanym Krymie. Tymczasem siły ukraińskie prawdopodobnie kontynuowały kontrofensywę w pobliżu Swatowego, z kolei Rosjanie przeprowadzili ograniczone kontrataki w pobliżu Kreminnej. Źródła rosyjskie donosiły, że siły rosyjskie zdobyły Kliszczijiwkę podczas rosyjskich ataków wokół Sołedaru, Bachmutu i Awdijiwki oraz przeprowadziły ataki w obwodzie zaporoskim.

### 20 stycznia
Ukraiński Sztab poinformował, że odparto rosyjskie ataki w pobliżu Nowoselewskiego, Płoszczanki i Czerwonopiwki w obwodzie ługańskim oraz Biłohoriwka, Rozdoliwki, Wasiukiwki, Krasnej Hory, Jagidnego, Bachmutu, Predteczyne, Wodiane i Marjinki w obwodzie donieckim. W ciągu dobry siły rosyjskie przeprowadziły siedem ataków rakietowych (z których trzy trafiły w Kramatorsk i Hulajpole), 15 nalotów i 68 ostrzałów, w szczególności na cywilną infrastrukturę Nikopola. Ostrzelano także 21 miejscowości w obwodzie zaporoskim (odnotowano zabitych, rannych i 18 zniszczonych budynków). Lotnictwo Ukrainy dokonało 18 nalotów na miejsca koncentracji wroga i cztery na stanowiska przeciwlotnicze. Artyleria uderzyła w stanowisko dowodzenia, dwa miejsca koncentracji i magazyn amunicji.

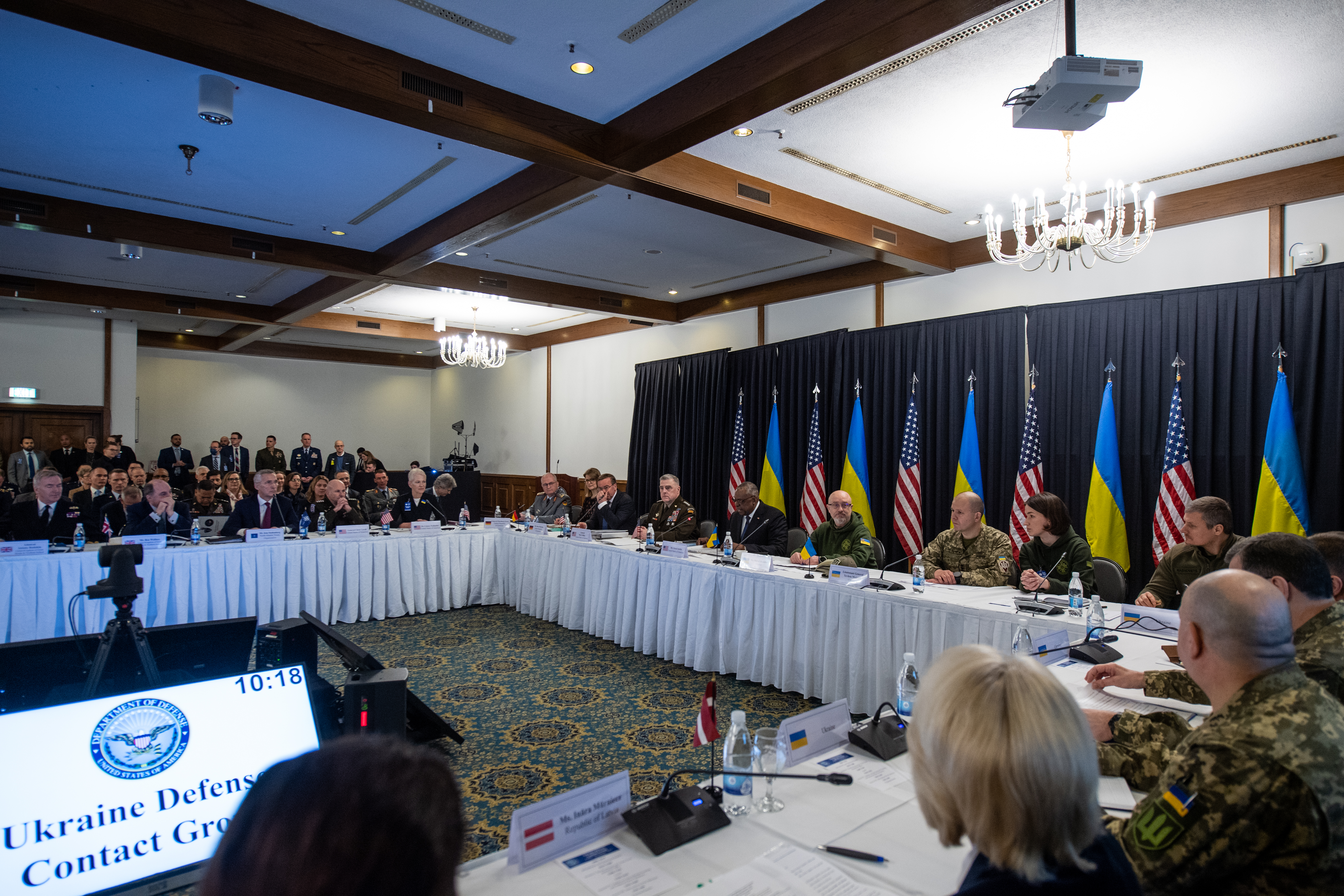
Sekretarz obrony USA Lloyd Austin przemawia na spotkaniu Grupy Kontaktowej ds. Obrony Ukrainy w bazie lotniczej Ramstein. Spotkanie zgromadziło przedstawicieli ok. 50 krajów w celu ustalenia najlepszego sposobu uzyskania zdolności wojskowych, których Ukraina potrzebuje do odparcia sił rosyjskich z jej terytorium.

Odbyło się VIII spotkanie Grupy Kontaktowej ds. wsparcia obronnego Ukrainy (Ukraine Defense Contact Group) w amerykańskiej bazie w Ramstein, w której uczestniczyli ministrowie obrony ok. 50 państw, w tym Ołeksij Reznikow z Ukrainy. W wyniku tego m.in. Dania, Estonia, Litwa, Łotwa, Polska, Czechy, Słowacja, Wielka Brytania, Szwecja i Niemcy zapowiedziały nowe pakiety pomocy wojskowej dla Ukrainy. Ponadto Ołeksij Reznikow oświadczył, że mimo braku zgody na eksport czołgów ukraińscy żołnierze będą szkoleni na czołgach Leopard 2 w Polsce.
Według agencji Reuters władze w Waszyngtonie doradziły ukraińskim przywódcom, aby wstrzymali się z planami szerokiej ofensywy przeciwko Rosjanom do czasu przekazania najnowszych dostaw amerykańskiej broni i przeprowadzenia niezbędnego szkolenia żołnierzy. Z kolei Departament Skarbu USA uznał rosyjską Grupę Wagnera za międzynarodową organizację przestępczą. Przepis ten dopuszczał sankcje międzynarodowe. Brytyjskie MON podało, że najcięższe walki koncentrowały się w okolicach Kreminnej, gdzie Ukraina prawdopodobnie zrobiła niewielkie postępy i skutecznie obroniła się przed rosyjskim kontratakiem; w sektorze Bachmutu siły rosyjskie umocniły się w mieście Sołedar oraz w obwodzie zaporoskim obie strony zgromadziły znaczne siły, które prowadziły wymianę artyleryjską i potyczki, jednak unikały działań na dużą skalę. Zdaniem Ministerstwa konflikt znajdował się w stanie impasu. ISW poinformowało, że Rosja rozmieściła systemy przeciwlotnicze na budynkach w Moskwie, aby stworzyć prowokacyjne komunikaty w przestrzeni informacyjnej i zwiększyć nastroje antyukraińskie wśród Rosjan. Tymczasem
siły rosyjskie i ukraińskie kontynuowały ataki w pobliżu Swatowego i Kreminnej. Rosjanie kontynuowały także ataki na w obwodzie donieckim oraz prawdopodobnie przygotowywali się do długoterminowej obrony, pomimo niedawnych roszczeń terytorialnych.
Według OSW Rosjanie przełamali obronę ukraińską w rejonie Kliszczijiwki i wyszli na zachodnie obrzeża Bachmutu, gdzie zostali powstrzymani w okolicach Iwaniwśke. Walki trwały w granicach miasta i na jego północnych obrzeżach. Jednostki rosyjskie przekroczyły także kanał Doniec–Donbas i ponawiali ataki na pozycje ukraińskie na wschód od Konstantynówki oraz próbowali atakować na południe i wschód od Siewierska, na zachód od Gorłówki, w rejonie Awdijiwki oraz na zachód od Doniecka. Wznowili też ataki na pozycje ukraińskie w zachodniej części obwodu donieckiego i na dwóch kierunkach w obwodzie zaporoskim, gdzie do najpoważniejszych starć doszło w okolicach Orichiwa. Na kierunku Kreminnej oraz w zachodniej części obwodu donieckiego próby ataków podejmowały siły ukraińskie. Artyleria rosyjska kontynuowała ostrzał pozycji Ukraińców wzdłuż linii frontu. Celami były Chersoń, Nikopol i Oczaków. W rosyjskich atakach rakietowych ucierpiały Kramatorsk, Kupiańsk, Łyman i obrzeża Zaporoża.

### 21 stycznia
Według ukraińskiego Sztabu Rosjanie prowadzili nieudane ataki na kierunku Awdijiwki i Łymanu oraz próbowali atakować na kierunku Bachmutu; na innych kierunkach bronili się. Wzrosła również intensywność wykorzystania lotnictwa. Ukraińcy odparli ataki m.in. w pobliżu Nowoseliwskego w obwodzie ługańskim oraz Wierchniokamianskiego, Biłohoriwki, Krasnej hory, Bachmutu, Perwomajskiego, Marjinki i Pobiedy w obwodzie donieckim. W ciągu 24h wojska rosyjskie przeprowadziły jeden atak rakietowy, 27 nalotów i 58 ostrzałów z systemów rakietowych, m.in. w Bachmucie ostrzelano wieżowiec (zginęły dwie osoby, a trzy zostały ranne). Lotnictwo ukraińskie przeprowadziło 14 nalotów na miejsca koncentracji i trzy na stanowiska przeciwlotnicze, z kolei artyleria ostrzelała dwa miejsca koncentracji wojsk.
Rosja stwierdziła, że rozpoczęła nową ofensywę w obwodzie zaporoskim, osiągając pewne postępy. W ocenie SG Ukrainy Rosjanie kontynuowali ataki na kierunku zaporoskim, chcąc poprawić swoją pozycję taktyczną, lecz „nie można mówić, że ma miejsce jakaś duża ofensywa. Są to małe grupy liczące ok. 10 osób, które wróg rzucił, aby sprawdzić siłę naszej obrony”; nie wykluczono jednak „bardziej aktywnych” działań ze względu na znaczne siły w tym regionie. Z kolei gubernator Ołeksandr Staruch podał, że Rosja przeprowadziła jeden nalot i nasiliła ostrzał artyleryjski, a w wyniku rosyjskiego ataku zginął jeden cywil. Na kierunku Zaporoża co najmniej 15 miejscowości zostało dotkniętych ogniem artyleryjskim, w szczególności Wremiwka, Malynówka, Hulajpole, Chariwne, Mała Tokmaczka, Orichiw, Nowodaniliwka, Kamieńskie, Zeleny Gaj i Nowosiłka.
Według ISW obrona Bachmutu ma sens pod względem strategicznym, ponieważ wojska ukraińskie przetrzymują tam Rosjan, jednak efekt jest osłabiany z powodu zwłoki Zachodu w dostarczaniu ciężkiej broni potrzebnej do kontrofensywy. Samo miasto nie jest ważne „pod względem operacyjnym czy strategicznym”, ale gdyby Rosjanie zajęli je, mogliby myśleć o rozszerzeniu swoich ofensyw. Zdaniem Instytutu Ukraińcy „skutecznie przykuli w Bachmucie oddziały rosyjskie i sprzęt, a także ogólną koncentrację operacyjną, hamując w ten sposób możliwości Rosji do prowadzenia ofensywy w innych miejscach”. ISW przytoczyło także doniesienia dziennika The Sun, który podał, że według wywiadu USA straty rosyjskie na Ukrainie wyniosły do tej pory 188 tys. żołnierzy zabitych i rannych. Tymczasem siły rosyjskie kontynuowały ograniczone ataki, aby odzyskać utracone pozycje wzdłuż linii Swatowe–Kreminna oraz przeprowadziły mały rekonesans w północno-wschodnim obwodzie sumskim. Rosjanie kontynuowali także ataki wokół Bachmutu, prawdopodobnie zdobywając okolice miasta oraz na zachód od Doniecka. Z kolei twierdzenia rosyjskiego urzędnika z obwodu zaporoskiego Władimira Rogowa o zajęciu dużego obszaru były prawdopodobnie częścią rosyjskiej operacji informacyjnej.

### 22 stycznia
SG Ukrainy podał, że siły rosyjskie prowadziły nieudane ataki na kierunku Łymanu, Awdijiwki i Zaporoża (skupiając się Hulajpolu i Orichowie) oraz kontynuowały ataki na kierunku Bachmutu; na innych kierunkach prowadziły obronę. Wojsko ukraińskie odparło ataki w rejonie 11 miejscowości, w tym Stelmachiwki i Nowoseliwskego w obwodzie ługańskim oraz Wyimki, Rozdoliwki, Biłohoriwki, Paraskowijiwki, Bachmutu, Stupoczki, Nowobachmutiwki, Perwomajskego i Marjinki w obwodzie donieckim. W ciągu ostatniej doby Rosjanie przeprowadzili 4 ataki rakietowe, 5 nalotów i ponad 40 ostrzałów z wyrzutni rakietowych. Na Zaporożu ogień artyleryjski dotknął ponad 20 osad, w szczególności Pole Wilne, Wremiwkę i Nowopol w obwodzie donieckim oraz Hulajpole, Pawliwkę, Nowodaniłowkę, Stepowe, Orichiw, Szczerbaki i Mała Tokmaczkę w obwodzie zaporoskim. Ostrzelano także z artylerii i czołgów obszary na linii frontu od Sum po Chersoń. Lotnictwo ukraińskie przeprowadziło trzy naloty na miejsca koncentracji wojsk, z kolei artyleria trafiła w cztery miejsca koncentracji i w trzy składy amunicji.
Według rosyjskojęzycznego BBC z komunikatu ukraińskiego sztabu generalnego można było wywnioskować, że Rosjanie podjęli próbę okrążenia Bachmutu, o czym miała świadczyć wzmianka o ataku w pobliżu wsi Stupoczki, położonej na trasie Bachmut–Konstantynówka. Ewentualne przejęcie przez siły rosyjskie kontroli nad trasą do Konstantynówki odcięłoby Ukraińców w mieście od wsparcia lub znacznie utrudniło dostawy zaopatrzenia.
Niemiecka minister spraw zagranicznych Annalena Baerbock stwierdziła, że Niemcy nie staną na przeszkodzie, jeśli Polska lub inne kraje dostarczą Ukrainie czołgi Leopard 2. Dowódca Połączonych SZ Ukrainy generał Serhij Najew w wywiadzie dla CNN stwierdził, że „w siłach zbrojnych Ukrainy tworzone były nowe jednostki w związku z oczekiwaniem na przekazanie czołgów zachodnich”, dodając także: „Potrzebujemy dużej liczby czołgów zachodnich. Są one o wiele lepsze od modeli wschodnich i mogą pomóc nam w postępach na polu walki”.
W opinii ISW Putin zaczął odwracać się od szefa Grupy Wagnera ze względu na to, że nie dotrzymał obietnic zdobycia Bachmutu własnymi siłami oraz zwrócił się do generała Siergieja Surowikina i konwencjonalnej armii rosyjskiej, przywracając „kontrolę nad działaniami wojennymi Ministerstwu Obrony FR na początku grudnia”. Tymczasem Rosjanie kontynuowali ograniczone kontrataki, aby odzyskać utracone pozycje wzdłuż linii Swatowe–Kreminna oraz kontynuowali ataki w rejonie Bachmutu i na linii Donieck–Awdijiwka. Źródła rosyjskie podały, że siły rosyjskie kontynuowały także ataki w dwóch kierunkach w obwodzie zaporoskim, skupiając się głównie na Hulajpolu i Orichiwie. Z kolei rzecznik SZ Ukrainy pułkownik Jewgen Jerin oświadczył, że siły rosyjskie nie prowadziły operacji na dużą skalę na kierunku Zaporoża. Źródła rosyjskie stwierdziły, że Ukraińcy uderzyli rakietami HIMARS w obiekt przemysłowy w Kadyjewce. Ponadto rosyjskie władze okupacyjne kontynuowały przejmowanie infrastruktury cywilnej na zajętych terenach kosztem zdrowia i bezpieczeństwa ludności cywilnej.

### 23 stycznia
Według ukraińskiego Sztabu Rosjanie kontynuowali posuwanie się na kierunku Bachmutu, Awdijiwki i Kupiańska, pomimo znacznych strat po swojej stronie; mimo ciężkich walk, wszystkie ataki zostały odparte. Z kolei na kierunku Łymanu, Zaporoża i Chersonia bronili się. Siły ukraińskie odparły ataki w okolicy Czerwonopopiwki w obwodzie ługańskim oraz Biłohoriwki, Rozdoliwki, Krasnej Hory, Bachmutu, Kliszczijiwki, Nowobachmutiwki, Krasnohoriwki, Wodiane, Marjinki w obwodzie donieckim. W ciągu 24h wojska rosyjskie przeprowadziły 9 ataków rakietowych na zaludnione obszary obwodów charkowskiego, donieckiego i zaporoskiego oraz 27 nalotów i 79 ostrzałów z systemów rakietowych. Ostrzelano także obszary przygraniczne obwodu czernihowskiego i sumskiego (odnotowano ofiary wśród cywilów). Ukraińskie lotnictwo dokonało osiem nalotów na miejsca koncentracji i stanowisko przeciwlotnicze, natomiast artyleria zaatakowała trzy miejsca koncentracji i magazyn logistyczny. Sztab podał także, że w ciągu ostatnich 10 dni w niektórych miejscowościach obwodu ługańskiego odnotowano spadek liczebności rosyjskich żołnierzy. Dodatkowo praktyką stało się wysyłanie na front głównie zmobilizowanych żołnierzy podczas, gdy zawodowy personel wojskowy starał się pozostać z tyłu. Według doniesień rosyjska administracja Ługańska ewakuowała z miasta na terytorium Rosji rodziny żołnierzy 2. Korpusu Armii. Według rosyjskiej armii Ukraina przegrupowała swoje jednostki w obwodzie zaporoskim. Według gubernatora obwodu donieckiego Pawło Kyrylenki, w wyniku rosyjskiego ostrzału w Czasiwym Jarze zginęła jedna osoba, a dwie zostały ranne oraz co najmniej 9 wieżowców zostało uszkodzonych oraz przerwano dostawy prądu i gazu.
Według organizacji pozarządowej „Rosja za kratkami” z 50 tys. osób zrekrutowanych przez Grupę Wagnera w rosyjskich więzieniach na wojnę z Ukrainą tylko 10 tys. było nadal zaangażowanych w walki, a „reszta została zabita, ranna, zaginęła, poddała się lub zdezerterowała”.
Premier Polski Mateusz Morawiecki oświadczył, że Polska dostarczy Ukrainie 14 czołgów Leopard 2 niezależnie od zgody Niemiec; następnego dnia Polska oficjalnie wystąpiła o pozwolenie na ich eksport. Niemiecki minister obrony Boris Pistorius zachęcał inne kraje do organizowania szkoleń na czołgach dla ukraińskich żołnierzy. Z kolei prezydent Francji Emmanuel Macron oświadczył, że wyśle czołgi Leclerc na Ukrainę.
Przedstawiciel ukraińskiego wywiadu wojskowego Wadym Skibicki ocenił, że „wiosna i początek lata będą decydującym okresem w wojnie; jeśli zapowiadana na ten czas wielka ofensywa wroga zakończy się jego klęską, będzie to oznaczało upadek Rosji i Putina”, natomiast kluczowym kierunkiem działań w tym okresie będą obwód doniecki i ługański. W opinii ISW Rosjanie przygotowywali się do przeprowadzenia w nadchodzących miesiącach zdecydowanej operacji wojskowej na Ukrainie, która może mieć zarówno charakter ofensywny, jak i defensywny. Według ekspertów i Wadyma Skybickiego atak rosyjski z północy (z Białorusi) i na południu Ukrainy jest mało prawdopodobny. Rosja kontynuowała także pogłębianie więzi wojskowych i ekonomicznych z Iranem, starając się wspólnie z tym państwem omijać mechanizmy zachodnich sankcji. Tymczasem Ukraińcy zaatakowali rosyjskie miejsca koncentracji w obwodzie ługańskim. Siły rosyjskie kontynuowały ograniczone kontrataki w celu odzyskania utraconych pozycji wzdłuż linii Svatowe–Kreminna oraz kontynuowały ataki wokół Bachmutu i na zachodnich obrzeżach Doniecka. Rosjanie prawdopodobnie przeprowadzili w ciągu ostatnich 72h nieudaną ofensywę w obwodzie zaporoskim, lecz nie dokonały żadnych potwierdzonych zdobyczy terytorialnych, pomimo ciągłych doniesień jednego z rosyjskich urzędników okupacyjnych. Ponadto rosyjscy urzędnicy i władze okupacyjne kontynuowały próby integracji zajętych terenów z rosyjskimi systemami społecznymi, administracyjnymi i politycznymi oraz rozprawienia się z partyzanckim sprzeciwem na terenach okupowanych.
Według OSW, powołującego się na SG Ukrainy, siły rosyjskie zaciskały kleszcze wokół Bachmutu. Rosjanie byli powstrzymywane na północno-zachodnich obrzeżach miasta, na południe od drogi Bachmut–Konstantynówka oraz po zachodniej stronie kanału Doniec–Donbas. Rosjanie poszerzali także obszar ataku na północny zachód od Sołedaru, gdzie przekroczyli drogę Bachmut–Siewiersk. Atak Rosjan powstrzymano na południe i wschód od Siewierska, w rejonie Awdijiwki oraz na zachód od Doniecka. Do starć dochodziło także w obwodzie ługańskim, na pograniczu z obwodami charkowskim i donieckim, gdzie walki toczyły się tam głównie pomiędzy Kreminną a Siewierskiem. Rosjanie kontynuowali ostrzał i bombardowania pozycji ukraińskich wzdłuż linii frontu, zwłaszcza w obwodzie sumskim. Siły rosyjskie niszczyły także miejscowości w prawobrzeżnej części obwodu chersońskiego, a pod ciągłym ostrzałem była się jego stolica. W rejonie nikopolskim głównym celem był Marganiec. Rosjanie przeprowadzali także ataki rakietowe m.in. na Kramatorsk, Hulajpole i obrzeża Zaporoża.

### 24 stycznia
Sztab Ukrainy poinformował, że Rosjanie, ponosząc liczne straty, nadal prowadzili ataki na kierunku Łymanu, Bachmutu i Awdijiwki, z kolei na kierunku Kupiańska, Zaporoża i Chersonia bronili się. Siły ukraińskie odparły ataki w pobliżu Biłohoriwki w obwodzie ługańskim oraz Rozdoliwki, Krasnej Hory, Bachmutu, Nowobachmutiwku, Krasnohoriwki, Marjinki i Chariwnego w obwodzie donieckim. W ciągu ostatniej doby wojska rosyjskie przeprowadziły cztery ataki rakietowe, 26 nalotów i ponad 100 ostrzałów z wyrzutni rakietowych. Obszary ponad 140 miejscowości zostały ostrzelane na kierunku siewierskim, słobożańskim, kupiańskim, łymańskim, bachmuckim, awdijiwskim, zaporoskim i chersońskim. Trwały zacięte walki o miasto Bachmut. Lotnictwo Ukrainy dokonało ośmiu nalotów na miejsca koncentracji wojsk i trzy naloty na stanowiska przeciwlotnicze. Artyleria ostrzelała punkt kontrolny i 9 miejsce koncentracji. SG podał także, że Rosja rekrutowała uwięzionych obywateli Ukrainy, którzy zostali przymusowo przewiezieni do rosyjskich więzień, głównie w Krasnodarze trwała rekrutacja Ukraińców do Grupy Wagnera. Większość więźniów ukraińskich nie była zadowolona z wymuszonej zmiany sytuacji. Do udziału w wojnie z Ukrainą najczęściej wzywani byli ludzie odbywający wyroki za poważne przestępstwa kryminalne.
Kanclerz Niemiec Olaf Scholz i niemiecki rząd podjął decyzję o dostawie czołgów Leopard 2A6 dla jednej kompanii (kompania wojsk pancernych składa się zwykle z 14 czołgów podstawowych) na Ukrainę oraz o wydaniu licencji eksportowych do krajów, które chcą eksportować swoje czołgi Leopard 2 na Ukrainę. Ukraińscy urzędnicy wyżsi stwierdzili, że ok. 100 czołgów Leopard 2 z 12 krajów jest gotowych do przeniesienia na Ukrainę. Z kolei grupa zbrojeniowa Rheinmetall poinformowała, że ma 22 Leopardy 2A4 i 88 Leopardów 1, które firma może dostarczyć na Ukrainę. Stany Zjednoczone ujawniły również swoje plany dotyczące dostarczenia Ukrainie czołgów bojowych M1 Abrams.
Izba Deputowanych, niższa izba włoskiego parlamentu poparła przyjęty wcześniej przez rząd dekret o dostawach broni na Ukrainę w 2023 roku. Nowy pakiet będzie zawierał kierowane pociski rakietowe Aspide. Komitet Polityki Bezpieczeństwa Rady Narodowej Szwajcarii przyjął wniosek, chcąc znieść zakaz reeksportu uniemożliwiającego ponowny eksport materiałów wojennych produkowanych przez Szwajcarię z innego kraju do Ukrainy, jeżeli większość ⅔ głosów Rady Bezpieczeństwa ONZ lub Zgromadzenia Ogólnego ONZ stwierdzi sprzeczność z zakazem użycia siły wynikającym z prawa międzynarodowego. Z kolei Departament Obrony USA zapowiedział, że zwiększy w ciągu 2 lat produkcję pocisków artyleryjskich o 500%, aby wesprzeć Ukrainę. Zostaną zainwestowane miliardy dolarów w celu uzupełnienia braków spowodowanych przez wojnę na Ukrainie i zgromadzenia zapasów na przyszłe konflikty.
Brytyjskie Ministerstwo Obrony stwierdziło, że pierwsza transza T-14 Armata rozmieszczona na Ukrainie była w bardzo złym stanie, że rosyjscy wojskowi niechętnie je przyjęli i jest mało prawdopodobne, aby „spełniały zwyczajowe normy dla nowego sprzętu, aby można je było uznać za sprawne”. Według ISW zachodnie czołgi dostarczane na Ukrainę wzmocnią siły ukraińskie i pomogą w pokonaniu wojsk rosyjskich oraz w wyzwoleniu okupowanego terytorium kraju. Rosyjski portal RBK poinformował, że minister obrony Siergiej Szojgu mianował generała pułkownika Siergieja Kuzowlewa dowódcą Południowego Okręgu Wojskowego, a generała porucznika Jewgienija Nikiforowa dowódcą Zachodniego Okręgu Wojskowego. Tymczasem siły ukraińskie kontynuowały kontrofensywę w pobliżu Kreminnej. Z kolei Rosjanie kontynuowali ograniczone kontrataki wzdłuż linii Swatowe–Kreminna oraz kontynuowali ataki w rejonie miasta Bachmut (dokonując marginalnych zdobyczy terytorialnych) i Awdijiwka–Donieck. Źródła rosyjskie podały, że siły rosyjskie rozpoczęły ataki wokół Wuhłedaru, aby odwrócić uwagę od braku postępów w Bachmucie. Rosjanie prawdopodobnie nadal przeprowadzali ograniczone ataki w obwodzie zaporoskim. Ukraińskie siły specjalne przeprowadziły w dniach 23–24 stycznia nalot w pobliżu Nowej Kachowki na wschodnim brzegu Dniepru w obwodzie chersońskim. Ponadto rosyjskie władze prawdopodobnie kontynuowały działania mające na celu mobilizację mniejszości etnicznych do walki na Ukrainie. Z kolei rosyjski przemysł obronny zwiększył produkcję dronów i amunicji krążącej.
Kilku starszych i młodszych ministrów złożyło rezygnację ze stanowisk w ukraińskim rządzie, w tym wiceszef Kancelarii Prezydenta Kyryło Tymoszenko, wiceminister obrony Wiaczesław Szapowałow, wiceprokurator generalny Ołeksij Symonenko i wiceminister infrastruktury Wasyl Łozynski. Według Tarasa Melnyczuka, przedstawiciela rządu w parlamencie, stanowiska opuścili także gubernatorzy obwodów dniepropietrowskiego, zaporoskiego, sumskiego, chersońskiego i kijowskiego oraz wiceministrowie polityki społecznej i rozwoju terytorialnego (Wiaczesław Niegoda i Iwan Łukeria) w związku z rzekomą aferą korupcyjną w armii.

### 25 stycznia

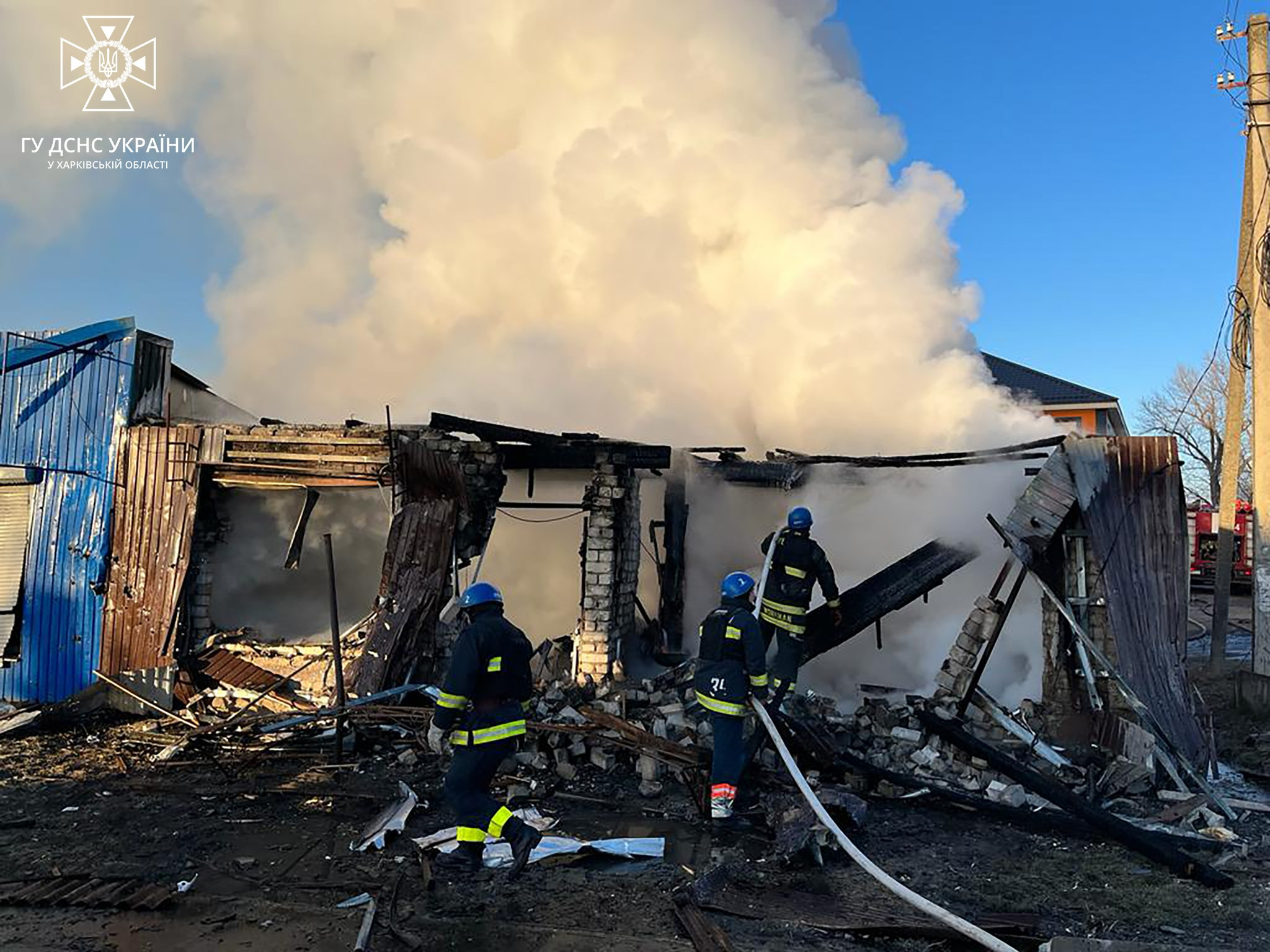
Prywatna instytucja handlowa w Kupiańsku po rosyjskim ostrzale

Rzecznik Wschodniego Zgrupowania SZ Ukrainy Serhij Czerewaty ogłosił, że siły ukraińskie całkowicie wycofały się z obleganego Sołedaru, a następnie okopały się na wcześniej przygotowanych liniach obronnych. Dodał także, że Rosjanie walcząc o miasto ponieśli „ogromne straty osobowe, które można porównać ze stratami agresora w dwóch wojnach czeczeńskich”. Najbardziej zaciekłe walki toczyły się w pobliżu Bachmutu i Wuhłedaru. Według SG Ukrainy siły rosyjskie prowadziły ofensywy na kierunku Bachmutu i Nowopawliwki oraz nieudane ataki na kierunkach Łymanu i Awdijiwki; na kierunku Kupiańska, Zaporoża i Chersonia broniły się. Ukraińcy odparli ataki w okolicy Czerwopopiwki w obwodzie ługańskim oraz Wierchniokamianskiego, Spirnego, Rozdoliwki, Błahodatnego, Bachmutu, Kliszczijiwki, Marjinki, Wuhłedaru i Pawliwki w obwodzie donieckim. W ciągu ostatnich 24h Rosjanie przeprowadzili 37 nalotów i 10 ataków rakietowych, w szczególności na infrastrukturę cywilną w Dnieprze i Zaporożu oraz 97 ostrzałów, trafiając m.in. w budynki mieszkalne w Chersoniu. Ukraińskie lotnictwo dokonało łącznie 16 nalotów na miejsca koncentracji wojsk i stanowiska przeciwlotnicze; artyleria zniszczyła punkt kontrolny, 12 miejsc koncentracji i cztery magazyny amunicji. Sztab podał również, że na Krymie prowadzono działania przygotowawcze do kolejnej fali mobilizacji. W godzinach wieczornych terytorium Ukrainy zostało zaatakowane za pomocą 24 dronów Shahed 136; wszystkie zostały zestrzelone przez ukraińską ochronę przeciwlotniczą.
Dzień po tym, jak ogłoszono niemieckie plany dotyczące dostarczenia Ukrainie 14 czołgów Leopard 2, rząd potwierdził te doniesienia. Rządy wielu krajów ogłosiły zamiar przystąpienia do międzynarodowej „koalicji czołgów”, w wyniku czego Polska zadeklarowała przekazanie Ukrainie 14 czołgów Leopard 2, Holandia – 18, Finlandia – 14, Norwegia – 8, Hiszpania – 53 i Portugalia – 4. Rząd Stanów Zjednoczonych potwierdził, że dostarczą Ukrainie 31 czołgów M1 Abrams; Joe Biden stwierdził, że dostawa czołgów „zajmie trochę czasu”, ale szkolenie ukraińskich żołnierzy „zacznie się tak szybko, jak to możliwe”. Prócz czołgów USA dostarczą też 8 pojazdów zabezpieczenia technicznego M88. Z kolei minister spraw zagranicznych Ukrainy Dmytro Kułeba zaapelował do wszystkich państw, posiadających Leopardy, aby „przekazały Ukrainie tyle czołgów, ile to możliwe”.
W USA produkcja pocisków artyleryjskich podwoiła się do 90 tys. miesięcznie w styczniu 2023 roku na potrzeby ukraińskiej armii. Oznaczało to, że miesięczna produkcja pocisków artyleryjskich w USA wzrosła sześciokrotnie od początku rosyjskiej inwazji w lutym 2022 roku. We wrześniu 2022 roku produkcja została potrojona, aby zaspokoić miesięczne potrzeby SZ Ukrainy, ponieważ sama z trudem mogła produkować amunicję, ponieważ większość fabryk amunicji na Ukrainie została zniszczona przez Rosję.
Według brytyjskiego MON Rosja prawdopodobnie zakończyła szkolenie 2 Gwardyjska Dywizja Zmechanizowana (część 1 Gwardyjskiej Armii Pancernej) na Białorusi, które odbywało się od jesieni 2022 roku i większość tej dywizji została przeniesiona z powrotem do Rosji, zanim zostanie skierowana do działań na Ukrainie. Zdaniem Ministerstwa „składała się głównie ze zmobilizowanego personelu obsługującego starszy sprzęt pobrany z magazynów. Jej skuteczność bojowa była prawdopodobnie ograniczona pomimo szkolenia. Istnieje duża możliwość, że inne jednostki rosyjskie będą rotacyjnie przerzucane na Białoruś na podobne szkolenia”. W ocenie ISW szyk sił rosyjskich w obwodzie ługańskim i prowadzone w różnych miejscach frontu ataki zakłócające (mające na celu rozproszenie i odwrócenie uwagi wojsk ukraińskich) sugerowały, że Rosjanie mogą przygotowywać się do decydującej operacji ofensywnej w tym regionie. Zdaniem Instytutu rosyjski atak nastąpi wzdłuż linii Swatowe–Kreminna, a jej celem będzie przejęcie obszarów obwodu ługańskiego, będących pod kontrolą ukraińską. Tymczasem siły ukraińskie poczyniły postępy wokół Kreminnej, z kolei Rosjanie twierdzili, że siły ukraińskie przeprowadziły kontrofensywę w pobliżu Swatowego, podczas gdy siły rosyjskie kontynuowały ograniczone ataki w pobliżu Kreminnej. Rosjanie kontynuowali także ataki w rejonie Bachmutu, na linii Awdijiwka–Donieck oraz podobno w pobliżu Wuhłedaru; przeprowadzili też ataki na małą skalę w obwodzie zaporoskim.

### 26 stycznia

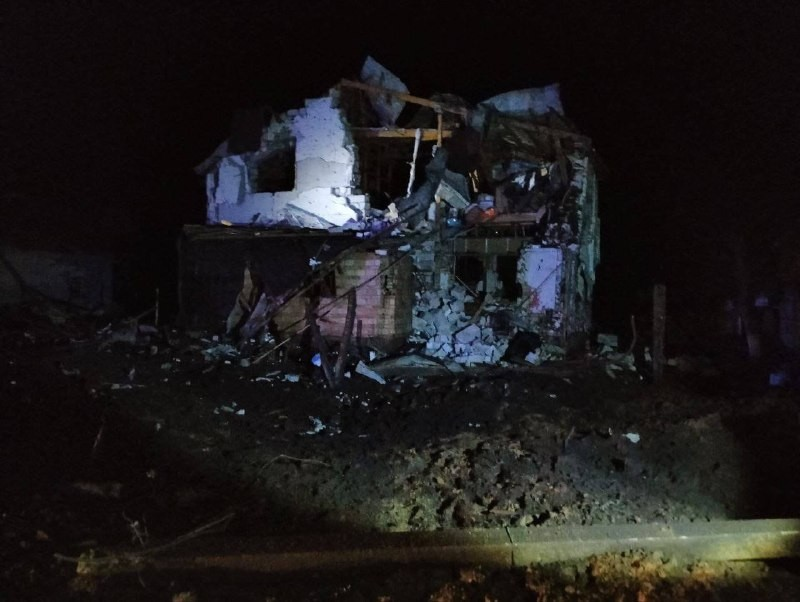
Zniszczenia w obwodzie kijowskim po rosyjskim ataku dronami. Uszkodzono pięć domów, siedem innych obiektów i ponad 40 samochodów

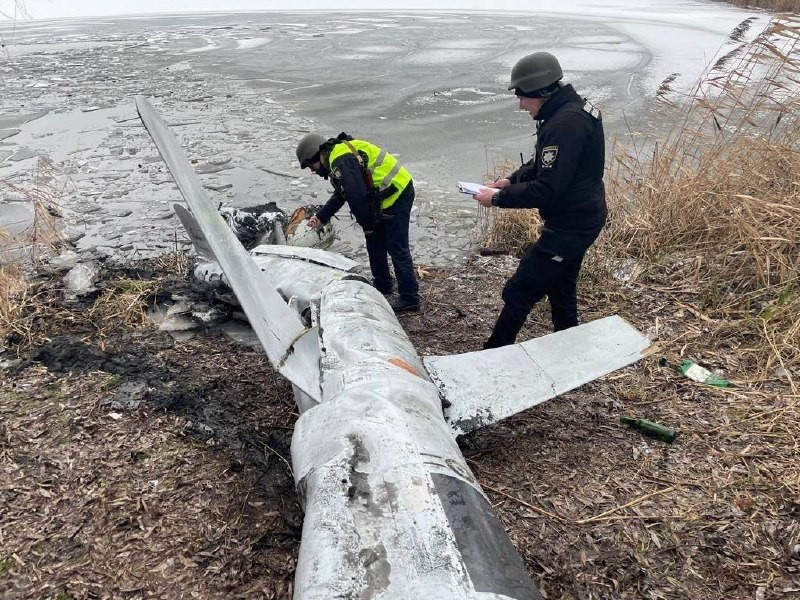
Pocisk Ch-55 znaleziony w jeziorze w obwodzie kijowskim po rosyjskim ataku rakietowym

Ukraiński Sztab poinformował, że odparto ataki rosyjskie w pobliżu Płoszczanki, Newskiego i Czerwonopopiwki w obwodzie ługańskim oraz Wierchniokamianskiego, Paraskowijewki, Bachmutu, Kliszczejiwki, Wodiane, Newelskiego, Marjnki i Wuhłedaru w obwodzie donieckim. W ciągu ostatniej doby Rosjanie przeprowadzili łącznie 44 naloty, w tym 18 za pomocą dronów Shahed 136 (wszystkie zostały zestrzelone), 70 ataków rakietowych i 125 ostrzałów z systemów rakietowych; w wyniku ataków odnotowano ofiary wśród ludności cywilnej, a obiekty cywilne uległy zniszczeniu. Według władz terytorium obwodu chersońskiego ostrzelano 38 razy, w wyniku czego zginęły dwie osoby, a siedem zostało rannych w różnym stopniu. Lotnictwo ukraińskie dokonało ośmiu nalotów na miejsca koncentracji wojsk i nalot na stanowisko przeciwlotnicze, natomiast artyleria uderzyła w cztery punkty kontrolne, jedno miejsce koncentracji żołnierzy, dwa obszary koncentracji artylerii i magazyn amunicji.
Generał Wałerij Załużny podał, że o 8:00 czasu lokalnego Rosja wystrzeliła ok. 55 rakiet (Ch-101, Ch-555, Ch-47 Kindżał, 3M-54 Kalibr i Ch-59) z samolotów Tu-95, Su-35, MiG-31K i okrętów na Morzu Czarnym, próbując atakować obiekty infrastruktury energetycznej w środkowej Ukrainie i stolicy; 47 pocisków zostało zestrzelonych przez obronę przeciwlotniczą (w tym 20 w okolicach Kijowa), a trzy kolejne nie trafiły w cel. Nie udało się zapobiec trafieniom rakiet (w tym dwóch pocisków hipersonicznych typu Kindżał) w Kijowie i w obwodzie winnickim. Ostrzeliwano także obiekty infrastruktury krytycznej w obwodzie zaporoskim za pomocą pocisków S-300. Według władz w wyniku ataków zginęło 11 osób, a 11 zostało rannych. Mer Kijowa poinformował o jednej ofierze i dwóch osobach rannych w wyniku uderzenia w blok mieszkalny w rejonie hołosijiwskim. Według ministra energii Hermana Hałuszczenki, kilka obiektów infrastruktury energetycznej zostało trafionych, dlatego zastosowano awaryjne wyłączenia energii elektrycznej. Szczególnie trudna sytuacja panowała w obwodach kijowskim, winnickim, zaporoskim i odeskim.
Stany Zjednoczone uznały Grupę Wagnera za międzynarodową organizację przestępczą. Sankcjami zostali objęci także partnerzy formacji i inne firmy wchodzące w skład rosyjskiego kompleksu wojskowego – łącznie sześć osób fizycznych i 12 podmiotów prawnych. Brytyjskie MON podało, że w ciągu ostatnich 6 dni rosyjscy komentatorzy donosili, że Rosjanie poczynili duże postępy, przełamując ukraińską obronę w dwóch miejscach, w pobliżu Orichiwa i w pobliżu Wuhłedaru. Zdaniem Ministerstwa „jednostki rosyjskie prawdopodobnie przeprowadziły lokalne ataki (...), ale było mało prawdopodobne, że Rosja faktycznie osiągnęła jakieś znaczące postępy. Istnieje realna możliwość, że rosyjskie źródła celowo rozpowszechniają dezinformację, starając się zasugerować, że operacja nabiera tempa”. Według ISW rosyjskie zapasy irańskich dronów były na wyczerpaniu; „Kremlowi wystarczy ich na zaledwie kilka kolejnych ataków przeciwko Ukrainie”. Wkrótce prawdopodobnie przybędzie kolejna dostawa maszyn z Iranu. Tymczasem źródła rosyjskie twierdziły, że Ukraińcy wznowili kontrofensywę w pobliżu Kreminnej. Siły rosyjskie kontynuowały ataki wokół Bachmutu, na zachodnich obrzeżach Doniecka i w rejonie Wuhłedaru. Rosyjscy blogerzy wojenni donosili, że Rosjanie w dalszym ciągu przeprowadzali ograniczone ataki w obwodzie zaporoskim, z kolei ukraińscy urzędnicy podali, że Rosjanie nie prowadzili ofensywy na dużą skalę w tym regionie.
OSW podał, że główne walki toczyły się w Bachmucie oraz w miejscowościach na północ oraz południowy zachód od niego, gdzie Ukraińcy starali się nie dopuścić do przecięcia ostatnich linii zaopatrzeniowych. Według rzecznika ukraińskiego SG kontrolowali oni miasto i nie zamierzali się wycofywać. Siły rosyjskie bezskutecznie atakowały pozycje ukraińskie na południe i wschód od Siewierska oraz pomiędzy nim a Kreminną, a także na północ od Awdijiwki oraz pomiędzy nią a Donieckiem. Ukraińcy wciąż bronili się w Marjince. Rosjanom udało się przełamać pierwszą linię obrony na południe od Wuhłedaru i wyjść na południowe i wschodnie obrzeża miasta. W obwodzie zaporoskim jednostki rosyjskie uderzyły w kierunku drogi łączącej Orichiw i Hulajpole, zostały jednak powstrzymane na południe od niej. Według źródeł rosyjskich ukraińskie grupy dywersyjno-rozpoznawcze podejmowały próby forsowania Dniepru w okolicach Nowej Kachowki oraz działać na pograniczu obwodów charkowskiego i ługańskiego. Rosyjska artyleria kontynuowała ataki na pozycje ukraińskie wzdłuż linii frontu oraz na obszarach obwodu czernihowskiego i sumskiego. Celem ataków był Chersoń, Berysław, rejon nikopolski i okolice Oczakowa.

### 27 stycznia
Według obu walczących stron, Wuhłedar stał się miejscem szczególnie zaciekłych walk. Sztab Generalny Ukrainy oświadczył, ze wojsko rosyjskie przeprowadziło ataki na kierunku Bachmutu, Awdijiwki i Nowopawliwki, z kolei na kierunku Kupiańska, Łymanu, Zaporoża i Chersonia broniło się. Ukraińskie SZ odparły ataki w okolicy Biłohoriwki obwodzie ługańskim oraz Rozdoliwki, Krasnej Hory, Bachmutu, Iwaniwskego, Kliszczijiwki, Drużby, Wodiane, Marjinki, Pobiedy, Wuhłedaru i Preczystiwki w obwodzie donieckim. W ciągu 24h Rosjanie przeprowadzili 10 ataków rakietowych, z których jeden uderzył w infrastrukturę cywilną Zaporoża oraz 26 nalotów i 81 ostrzałów z wyrzutni rakiet, w szczególności na obiekty cywilne w Oczakowie (odnotowano ofiary i rannych wśród cywilów). Lotnictwo Ukrainy przeprowadziło 8 nalotów na miejsca koncentracji i stanowisko przeciwlotnicze, z kolei artyleria trafiła w dwa punkty kontrolne, dwa stanowiska przeciwlotnicze i pięć miejsc koncentracji. Według źródeł ukraińskich w rosyjskich atakach zginęło co najmniej 10 cywilów, a 20 zostało rannych, natomiast wieś Swaniwka, ok. 20 km na północ od Bachmutu, została ostrzelana amunicją fosforową. Wojska rosyjskie zaatakowały także Czasiw Jar, w wyniku czego zginęły dwie osoby, a pięć zostało rannych.
Rzecznik Wschodniego Zgrupowania Wojsk Serhij Czerewaty poinformował, że w rejonie Sołedaru siły rosyjskie przeprowadziły w ciągu doby 77 ostrzałów i cztery szturmy, natomiast w rejonie Wuhłedaru toczyły się zacięte walki. Czerewaty stwierdził, że „od wielu miesięcy Rosjanie, wykorzystując oddziały zmechanizowane, piechotę morską, próbują osiągnąć [w Wuhłedarze] znaczące powodzenie, ale są odpierani przez obrońców. Ponoszą straty, wycofują się. W ciągu ostatniej doby przeprowadzili 322 ostrzały i miało miejsce 58 starć”. Z kolei na kierunku zaporoskim sytuację oceniano na „stabilnie trudną”; siły rosyjskie ostrzeliwały miejscowości i infrastrukturę cywilną.
Ambasador Ukrainy we Francji Wadym Omelczenko oświadczył, że jego krajowi obiecano dostawę 321 ciężkich czołgów, nie podając szczegółowych liczb dla poszczególnych krajów. Naczelny Dowódca SZ Ukrainy Wałerij Załużny zatwierdził utworzenie pierwszych na świecie kompanii uderzeniowych dronów na Ukrainie.
Według Bloomberga Władimir Putin przygotowuje się do nowej ofensywy, która może się zacząć w lutym lub marcu br., a w dłuższej perspektywie Rosja przygotowuje się na długotrwały konflikt. Dodatkowo nowa fala mobilizacji w Rosji może zacząć się wiosną. Według ISW celem nowej ofensywy rosyjskiej na Ukrainie będzie najprawdopodobniej obwód ługański lub doniecki. Zadaniem sił rosyjskich będzie odzyskanie inicjatywy i zakończenie serii sukcesów operacyjnych wojsk ukraińskich. Tymczasem siły ukraińskie kontynuowały kontrofensywę pod Kreminną. Natomiast Rosjanie kontynuowali ataki wokół Bachmutu, na zachodnich obrzeżach Doniecka i w zachodnim obwodzie donieckim. Ponadto rosyjskie władze okupacyjne kontynuowały działania na rzecz integracji zajętych terytoriów z rosyjskimi strukturami prawnymi i administracyjnymi.

### 28 stycznia

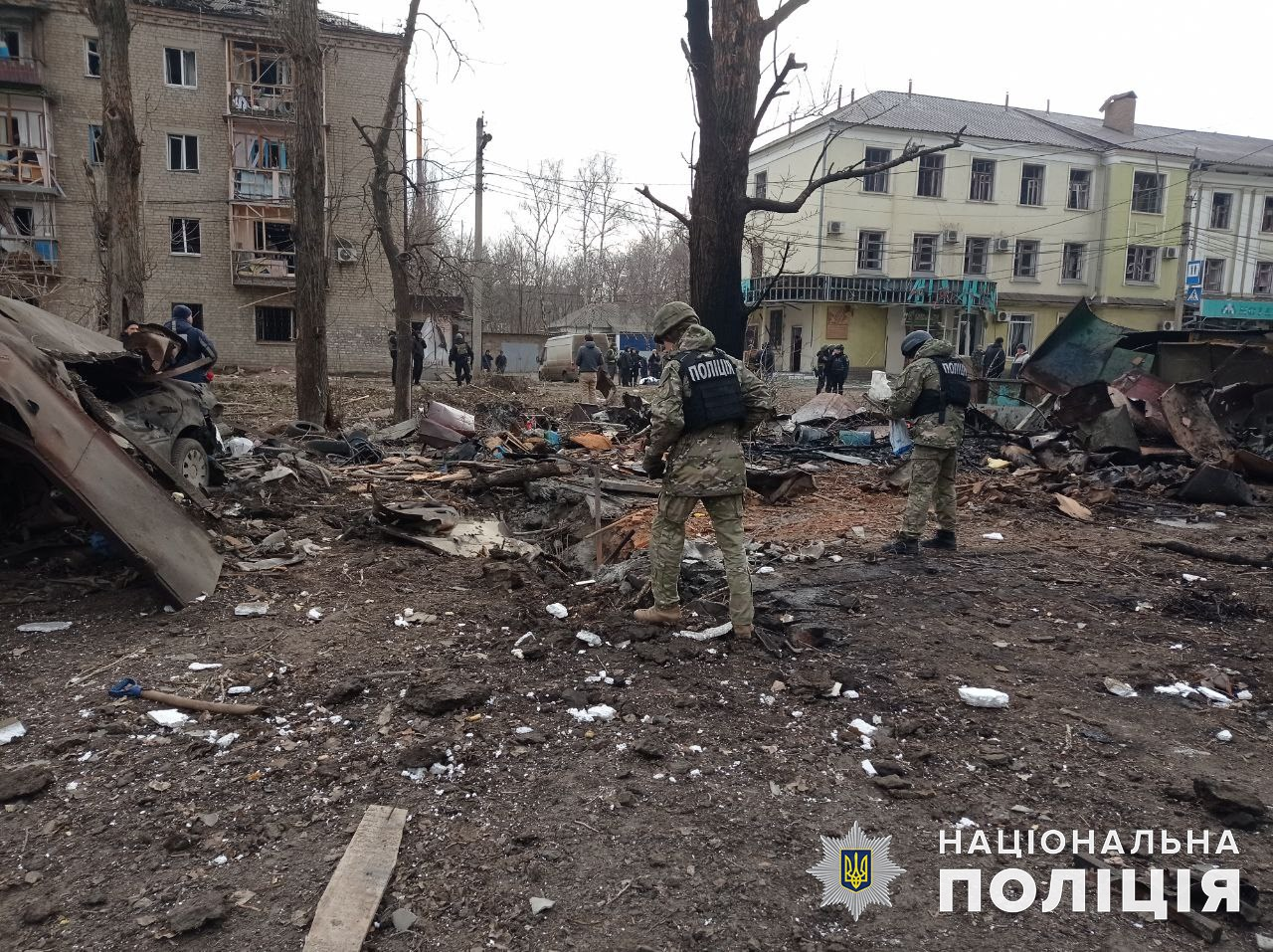
Konstantynówka po rosyjskim ataku rakietowym; zginęły 3 osoby, a 14 zostało rannych

Według SG Ukrainy Rosjanie kontynuowali ataki w kierunku Bachmutu i Awdijiwki, z kolei na kierunku Kupiańska, Łymanu, Zaporoża i Chersonia bronili się. Siły ukraińskie odparły ataki m.in. w okolicy Dibrowej i Biłohoriwki w obwodzie ługańskim oraz Jampoliwki, Werchniokamianskego, Rozdoliwki, Błahodatnego, Paraskowijiwki, Bachmutu, Iwaniwskego, Kliszczijiwki, Nowomychajliwki, Wodiane, Marjinki, Pobiedy i Wuhłedaru w obwodzie donieckim. W ciągu ostatniej doby Rosjanie przeprowadzili jeden atak rakietowy, 32 naloty i ponad 65 ostrzałów, atakując głównie infrastrukturę cywilną w obwodzie donieckim i chersońskim (odnotowano ofiary i rannych wśród cywilów). Ostrzelano także pozycje ukraińskie wzdłuż całej linii frontu, szczególnie w pobliżu Łymanu, Makiejewki i Kupiańska. Dziesiątki miejscowości w obwodach czernichowskim, sumskim, charkowskim, zaporoskim i chersońskim zostało ostrzelanych z wykorzystaniem artylerii i moździerzy. Ukraińskie lotnictwo dokonało czterech nalotów na miejsca koncentracji wojsk, a artyleria ostrzelała 2 punkty dowodzenia, dwa stanowiska przeciwlotnicze, sześć miejsc koncentracji, magazyn amunicji i stację walki radioelektronicznej. Nad ranem Rosjanie dokonali ataku rakietowego na Konstantynówkę, w wyniku czego zginęło trzech cywilów, a 14 zostało rannych. Z kolei Rosja stwierdziła, że w „celowym” ukraińskim ataku rakietowym na szpital w Nowoajdarze zginęło 14 osób, a 24 zostały ranne, w tym pacjenci i personel medyczny.
Prezydent Wołodymyr Zełenski wezwał sojuszników do dostarczenia armii ukraińskiej pocisków dalekiego zasięgu (m.in. MGM-140 ATACMS), aby wyeliminować możliwość umieszczenia przez Rosjan wyrzutni rakietowych daleko od linii frontu i niszczenia nimi ukraińskich miast. W ocenie ISW regularne oddziały rosyjskie, m.in. wojska powietrznodesantowe, prawdopodobnie zastępowały wyczerpane siły Grupy Wagnera pod Bachmutem, aby podtrzymać rosyjski atak na miasto. Zdaniem Instytutu siły rosyjskie nie posiadały siły bojowej pozwalającej na „prowadzenie równoległych ofensyw zmechanizowanych na dużą skalę” w ciągu najbliższych kilku miesięcy, jednak starały uniemożliwić Ukrainie odzyskać inicjatywy przed planowaną ofensywą rosyjską w Donbasie. Tymczasem Rosjanie prawdopodobnie kontynuowali ograniczone kontrataki, aby odzyskać utracone pozycje wzdłuż linii Swatowe–Kreminna oraz kontynuowały ataki w okolicach Bachmutu, linii Awdijiwka–Donieck oraz Wuhłedaru. Z kolei siły ukraińskie nadal atakowały rosyjskie zasoby na tyłach obwodu ługańskiego.

### 29 stycznia

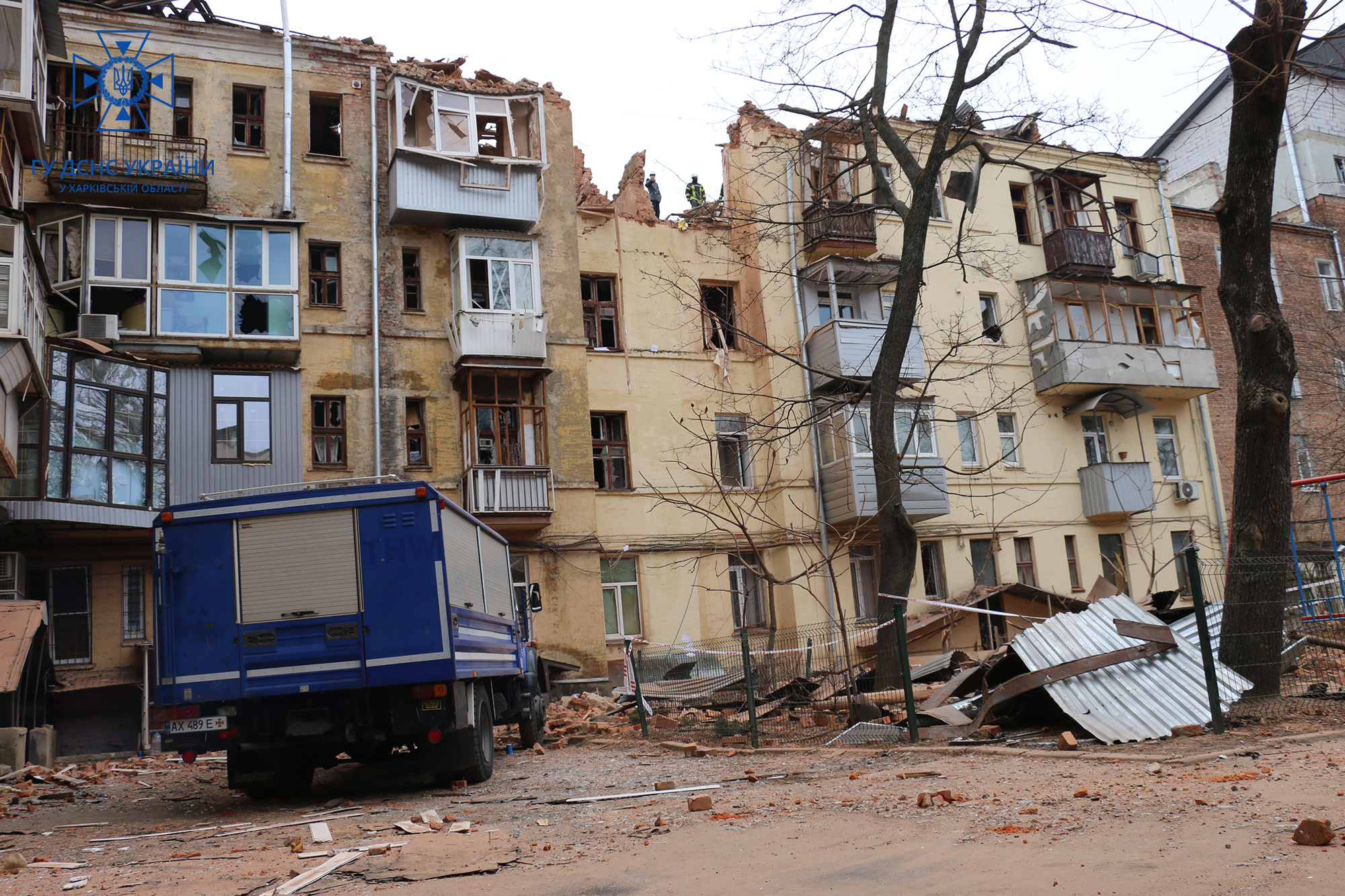
Dom w Charkowie po rosyjskim ataku rakietowym S-300; zginęła jedna osoba, a trzy zostały ranne

Grupa Wagnera podała, że zdobyła wioskę Blahodatne na północ od Bachmutu. Ukraina zaprzeczyła temu twierdzeniu i powiedziała, że odparła atak. Sztab Ukrainy podał, że siły rosyjskie prowadziły ataki na kierunkach Łymanu, Bachmutu, Awdijiwki i Nowopawliwki, z kolei na innych kierunkach, broniły się. Ukraińcy odparli ataki Rosjan w okolicy Biłohoriwki w obwodzie ługańskim oraz Jampoliwki, Rozdoliwki, Wasiukiwki, Paraskowijiwki, Bachmutu, Iwaniwske, Kliszczijiwki, Kurdiumiwki i Ozarianiwki w obwodzie donieckim. W ciągu 24h Rosjanie przeprowadzili 3 ataki rakietowe i powietrzne, z których jeden skierowany był na Charków oraz 44 ostrzały z wyrzutni rakietowych, w szczególności na tereny zaludnione (odnotowano ofiary wśród ludności cywilnej). Lotnictwo ukraińskie dokonało trzech nalotów na stanowisko przeciwlotnicze i miejsca koncentracji, natomiast artyleria uderzyła w dwie stacje radarowe i skład amunicji. Prezydent Zełenski stwierdził, że sytuacja jest bardzo trudna. Bachmut, Wuhłedar i inne rejony w obwodzie donieckim były stale atakowane przez Rosjan.
Ukraińska administracja obwodu chersońskiego poinformowała o trzech zabitych i kilku rannych w wyniku rosyjskiego ostrzału, w tym budynku kliniki. Około 11:00 przeprowadzono atak rakietowy z systemu S-300 na dom w centrum Charkowa; jedna osoba zmarła, a trzy kolejne trafiły do szpitala. Następnie administracja okupacyjna obwodu zaporoskiego stwierdziła, że Ukraińcy uderzyli za pomocą HIMARS w most kolejowy na rzece Molochna we wsi Switlodolinske w rejonie melitopolskim, zabijając cztery osoby z ekipy remontowej i raniąc pięć kolejnych.
Według ISW opóźnienia w dostawach zachodniego sprzętu i uzbrojenia spowodowały, że po wyzwoleniu obwodu chersońskiego w listopadzie 2022 roku ukraińska armia nie była już w stanie przeprowadzić kolejnych operacji ofensywnych. Największy wpływ miał brak dostarczenia pocisków dalekiego zasięgu, systemów obrony przeciwlotniczej i przeciwrakietowej oraz czołgów. W związku z tym Ukraina nie mogła wykorzystać rosyjskich niepowodzeń i przeprowadzić kolejnych ataków po skutecznych jesiennych ofensywach w obwodach charkowskim i chersońskim. Tymczasem źródła rosyjskie donosiły, że Ukraińcy kontynuowali kontrofensywę w okolicach Kuzemiwki (ok. 16 km na północny zachód od Swatowego), z kolei ukraińscy urzędnicy podali, że siły ukraińskie nadal odpierały ograniczone rosyjskie kontrataki na zachód i południe od Kreminnej. Odparto też ataki w pobliżu Pobiedy (4 km na południowy wschód od Doniecka) i Wuhłedaru. Źródła rosyjskie twierdziły, że na zachód i wschód od Wuhłedaru toczyły się walki. Siły rosyjskie kontynuowały ataki w rejonie Bachmutu i linii Donieck–Awdijiwka. Rosjanie w dalszym ciągu prowadzili ostrzał Chersonia i innych miejscowości na zachodnim brzegu Dniepru.
OSW poinformował, że najcięższe starcia toczyły się w Bachmucie i w miejscowościach na północ i południowy zachód od miasta. Siły ukraińskie odparły kolejne ataki na Iwaniwśke na drodze z Bachmutu do Konstantynówki, lecz nie mogą jej swobodnie wykorzystywać jako szlaku zaopatrzeniowego. Rosjanie bezskutecznie ponawiali ataki na południe i wschód od Siewierska. Walki trwały po obu stronach drogi łączącej go z Bachmutem, w rejonie Awdijiwki i na zachód od Doniecka. Siły rosyjskie ponawiały także próby przełamania obrony ukraińskiej w Wuhłedarze. W pojedynczych atakach rakiety spadły m.in. na Zaporoże, Konstantynówkę i Charków. Artyleria rosyjska kontynuowała ataki na pozycje ukraińskie wzdłuż linii frontu i w rejonach przygranicznych, głównie w obwodzie sumskim. Miał miejsce intensywny ostrzał Chersonia, w którym odnotowano ofiary cywilne. Celami ataków ukraińskich były m.in. Iłowajsk i most drogowy w rejonie Melitopola.

### 30 stycznia
Sztab Generalny Ukrainy oświadczył, że Rosjanie kontynuowali ataki na kierunku Łymanu i Bachmutu, próbując otoczyć miasto i ponosząc ciężkie straty. Prowadzili także nieudane ataki na kierunku Awdijiwki i Nowopawliwki, z kolei na kierunku Kupiańska i Zaporoża bronili wcześniej zdobytych linii. Ukraińcy odparli rosyjskie ataki w okolicy Nowoselewskiego, Biłohoriwki w obwodzie ługańskim oraz Jampoliwki, Spirnego, Krasnej Hory, Paraskowijiwki, Bachmutu, Kliszczijiwki, Iwaniwskie, Awdijiwki, Wodiane, Perwomajskiego i Wuhłedaru w obwodzie donieckim. W ciągu ostatniej doby wojsko rosyjskie przeprowadziło cztery ataki rakietowe, 3 naloty i ponad 60 ostrzałów, w szczególności na budynki mieszkalne w Chersoniu i Oczakowie, gdzie odnotowano ofiary wśród cywilów. Ostrzelano także obszary wzdłuż linii frontu od Czernihowa po Chersoń. Lotnictwo Ukrainy przeprowadziło cztery naloty na miejsca koncentracji wroga, a artyleria trafiła w trzy punkty kontrolne, 4 miejsca koncentracji i dwa składy amunicji. Gubernator obwodu kurskiego Roman Starowojt zapowiedział przeniesienie wojsk rosyjskich do jego obwodu. Obie walczące siły podawały różne doniesienia na temat walk o miasto Wuhłedar. Podczas gdy Rosja stwierdziła, że zdobyła teren wokół miasta, Ukraina temu zaprzeczyła. Ataki zostały odparte i żadne pozycje nie zostały utracone przez rosyjskich żołnierzy.
Brytyjskie MON podało, że w ciągu ostatnich trzech dni Rosjanie rozwinęli swoje ataki zwiadowcze wokół Pawliwki i Wuhłedaru w bardziej skoordynowany atak. Elementy 155 Brygady Piechoty Marynarki Wojennej były zaangażowane jako część sił, które posunęły się kilkaset metrów za małą rzekę Kashlahach, która wyznaczała linię frontu przez kilka miesięcy. Zdaniem Ministerstwa rosyjscy dowódcy prawdopodobnie dążyli do rozwinięcia nowej osi natarcia w obwodzie donieckim i odwrócenia sił ukraińskich od spornego rejonu Bachmutu. Rosja będzie prawdopodobnie odnosić lokalne sukcesy na tym obszarze, lecz było mało prawdopodobne, aby miała wystarczającą liczbę żołnierzy w regionie, aby dokonać przełomu o znaczeniu operacyjnym. ISW, powołując się na zachodnie, ukraińskie i rosyjskie źródła, wskazywało, że Rosja przygotowuje się do dużej ofensywy, która najprawdopodobniej nastąpi w najbliższych miesiącach. Potwierdził to także sekretarz generalny NATO Jens Stoltenberg, który powiedział, że według wszelkich oznak Rosja szykuje się do nowej ofensywy, o czym świadczy mobilizacja ponad 200 tys. żołnierzy oraz gromadzenie broni i amunicji. Irańskie media poinformowały, że Iran i Rosja ustanowiły kanały komunikacji finansowej między irańskimi bankami a ponad 800 bankami rosyjskimi. Tymczasem Rosjanie kontynuowali ataki, aby odzyskać utracone pozycje na zachód od Kreminnej, podczas gdy siły ukraińskie prowadziły kontrofensywę na północny zachód od Swatowego. Ukraińcy nadal uderzali w miejsca koncentracji sił rosyjskich na tyłach obwodu ługańskiego. Z kolei Rosjanie kontynuowali ataki wzdłuż linii frontu w obwodzie doniecki oraz dokonali marginalnych zdobyczy terytorialnych w pobliżu Bachmutu. Nie przeprowadzili jednak żadnych potwierdzonych ataków w obwodzie zaporoskim.

### 31 stycznia
Według SG Ukrainy siły rosyjskie atakowały na kierunku Łymanu i Bachmutu, ponosząc wielkie straty oraz prowadziły nieudane ataki na kierunku Awdijiwki i Nowopawliwki. Wojsko ukraińskie odparło ataki w okolicy Jampoliwki, Spirnego, Rozdoliwki, Błahodatnego, Krasnej Hory, Bachmutu, Kliszczijiwki i Paraskowijiwki w obwodzie donieckim. W ciągu ostatnich 24h Rosjanie przeprowadzili 6 ataków rakietowych, 6 nalotów i ponad 65 ostrzałów z systemów rakietowych, atakując infrastrukturę cywilną w obwodach sumskim, charkowskim, mikołajowskim i chersońskim. Ukraińskie lotnictwo dokonało 9 nalotów na miejsca koncentracji żołnierzy i dwa naloty na stanowiska przeciwlotnicze, z kolei artyleria uderzyła w 13 miejsc koncentracji, stanowisko dowodzenia i magazyn amunicji.
Prezydent Joe Biden wykluczył dostarczenie Ukrainie samolotów F-16. Rzecznik brytyjskiego premiera Rishi Sunaka powiedział, że dostarczenie Ukrainie myśliwców przez Wielką Brytanię byłoby niepraktyczne. Dwóch przedstawicieli rządu USA powiedziało, że Stany Zjednoczone przygotowują pakiet pomocy wojskowej dla Ukrainy w wysokości 2 mld dolarów, który obejmuje pociski Ground Launched Small Diameter Bomb wystrzeliwane z ziemi o zasięgu ok. 150 km. Według ukraińskiego ministra spraw zagranicznych Dmytro Kułeby, kraje zachodnie obiecały Ukrainie łącznie od 120 do 140 czołgów Challenger 2, Leopard 2 i M1 Abrams. Brytyjski minister obrony Ben Wallace potwierdził, że czołgi Challenger 2 trafią na linię frontu przed latem 2023 roku. Następnie premier Danii Mette Frederiksen stwierdziła, że również jest za tym, aby przekazać Ukrainie czołgi Leopard 2 i dodała, że prawdopodobnie znajdą się one w następnych pakietach pomocy wojskowej. Rządy Australii i Francji podpisały porozumienie ws. wspólnej produkcji i dostawy pocisków kalibru 155 mm dla Ukrainy, z kolei Chile, Argentyna i Brazylia odrzuciły prośby niemieckiego rządu o dostarczenie Ukrainie amunicji i broni.
W opinii brytyjskiego Ministerstwa Obrony w ostatnich dniach doszło do jednego z najcięższych ostrzałów, który miał miejsce wzdłuż rzeki Dniepr. Rosjanie ostrzelali Chersoń za pomocą artylerii ze wschodniego brzegu rzeki. Zdaniem Ministerstwa dowódcy prawdopodobnie dążą do obniżenia morale ludności cywilnej i powstrzymania wszelkich ukraińskich kontrataków przez Dniepr. Według ISW było zbyt wcześnie, aby prognozować rychłe okrążenie lub przejęcie kontroli nad Bachmutem przez wojska rosyjskie, jednakże Kijów może wycofać stamtąd swoje oddziały, jeśli uzna, że ponoszone tam straty osobowe są za wysokie. Wprowadzenie rosyjskich sił konwencjonalnych do walki o Bachmut zniwelowało kulminację ofensywy Grupy Wagnera i utrzymało inicjatywę rosyjskich operacji wokół miasta. Tymczasem Rosjanie kontynuowali ograniczone ataki, aby odzyskać utracone pozycje wzdłuż linii Swatove–Kreminna oraz kontynuowały ataki wzdłuż linii frontu w obwodzie donieckim. Ponadto rosyjskie władze okupacyjne nadal wykorzystywały programy angażujące młodzież i programy edukacyjne w celu konsolidacji kontroli społecznej nad zajętymi terytoriami.
Według ukraińskiego eksperta pułkownika Romana Switana „Rosja szykuje się do ofensywy, ale nie będzie to żadne zmasowane uderzenie, jak 24 lutego 2022 roku”. W jego ocenie należy oczekiwać cyklicznego wysyłania kolejnych mas żołnierzy na obecną linię frontu; Rosjanie mają możliwość rzucić w ten sposób do walki 100 tys. ludzi w ciągu miesiąca. Rosja zaczęła działania zaczepne już po 7 stycznia, kiedy zaobserwowano ruch na całej linii frontu w Donbasie, na 100 km odcinku pomiędzy Sołedarem i Wuhłedarem, natomiast obecnie zaczęli napierać na północną flankę, na Kupiańsk i Swatowe. Switan stwierdził, że „nie będzie żadnych dużych operacji ofensywnych, ponieważ Rosjanie nie mają na to (wystarczających) sił i środków. (...) Nie uda im się łatwo przerwać naszych linii obronnych, dlatego po prostu będą napierać na nie masą wojsk”.
Organizacja praw człowieka Human Rights Watch opublikowała raport dokumentujący powszechne użycie przez rosyjskie siły zbrojne zakazanych min motylkowych. O użycie takich min oskarżono również siły ukraińskie, gdyż podobno zostały one zrzucone na tereny okupowane przez Rosję w kilku udokumentowanych przypadkach zeszłej wiosny. Według szacunków niemieckiego stowarzyszenia Connection, które prowadzi kampanię na rzecz dezerterów z innych krajów, od początku wojny na Ukrainie z Rosji do Europy Zachodniej uciekło około 150 tys. mężczyzn w wieku poborowym. Niemcy obiecały wizy humanitarne 1149 obywatelom rosyjskim.